# Список призёров летних Олимпийских игр 2020
Ниже представлен список всех призёров летних Олимпийских игр 2020 года, проходивших в столице Японии Токио с 23 июля по 8 августа 2021 года. В соревнованиях приняли участие около 12 000 спортсменов, представляющих 206 НОК, которые разыгрывали между собой 339 комплектов медалей в 33 видах спорта.

## Академическая гребля

### Мужчины
| Дисциплина                | Золото | Серебро | Бронза |
| Одиночки                  | Стефанос Дускос (GRE) | Хьетиль Борш (NOR) | Дамир Мартин (CRO) |
| Двойки                    | Хорватия · Мартин Синкович · Валент Синкович | Румыния · Марьюс Козмьюк · Чипрьян Тудосэ | Дания · Фредерик Вюставель · Йоахим Суттон |
| Двойки парные             | Франция · Юго Бушерон · Маттьё Андродиас | Нидерланды · Мелвин Твеллар · Стеф Брунинк | Китай · Лю Чжиюй · Чжан Лян |
| Двойки парные, лёгкий вес | Ирландия · Финтан Маккарти · Пол О’Донован | Германия · Йонатан Роммельман · Джейсон Осборн | Италия · Стефано Оппо · Пьетро Рута |
| Четвёрки                  | Австралия · Александр Пернелл · Спенсер Террин · Джек Харгривз · Александр Хилл                                                                                     | Румыния · Михэйцэ Василе Цигэнеску · Мугурел Семчук · Штефан Константин Берариу · Космин Паскари                                                                           | Италия · Маттео Кастальдо · Марко ди Костанцо · Маттео Лодо · Джузеппе Вичино                                                                                               |
| Четвёрки парные           | Нидерланды · Дирк Эйттенбогард · Абе Вирсма · Тони Витен · Кун Метсемакерс                                                                                          | Великобритания · Гарри Лиск · Ангус Грум · Том Баррас · Джек Бомонт | Австралия · Джек Клири · Калеб Антилл · Кэмерон Гёдлстон · Люк Летчер |
| Восьмёрки                 | Новая Зеландия · Томас Макинтош · Хэмиш Бонд · Томас Мюррей · Майкл Брейк · Дэниел Уилльямсон · Филлип Уилсон · Шон Керкем · Мэтт Макдоналд · Сэм Босуорт (рулевой) | Германия · Йоханнес Вайссенфельд · Лауриц Фоллерт · Олаф Роггенсак · Торбен Йоханнесен · Якоб Шнайдер · Мальте Якшик · Рихард Шмидт · Ханнес Оцик · Мартин Зауэр (рулевой) | Великобритания · Джош Бугайский · Джейкоб Доусон · Томас Джордж · Мохамед Сбихи · Чарльз Элвес · Оливер Уинн-Гриффит · Джеймс Рудкин · Томас Форд · Генри Филдман (рулевой) |

### Женщины
| Дисциплина                | Золото | Серебро | Бронза |
| Одиночки                  | Эмма Туигг (NZL) | Анна Пракатень (ROC) | Магдалена Лобниг (AUT) |
| Двойки                    | Новая Зеландия · Грейс Прендергаст · Керри Гаулер | ОКР · Елена Орябинская · Василиса Степанова | Канада · Кейли Филмер · Хиллари Йенссенс                                                                                      |
| Двойки парные             | Румыния · Николета-Анкуца Боднар · Симона Радиш | Новая Зеландия · Брук Донохью · Ханна Осборн | Нидерланды · Рос де Йонг · Лиза Схенард                                                                                       |
| Двойки парные, лёгкий вес | Италия · Валентина Родини · Федерика Чезарини | Франция · Лора Тарантола · Клэр Бове | Нидерланды · Марике Кейсер · Илсе Паулис                                                                                      |
| Четвёрки                  | Австралия · Люси Стефан · Розмари Попа · Джессика Моррисон · Аннабелль Макинтайр                                                                                          | Нидерланды · Элизабет Хогерверф · Каролин Флорейн · Имкье Клеверинг · Вероник Местер                                                                          | Ирландия · Айфрик Кио · Эймар Ламб · Фиона Мёрта · Эмили Хегарти                                                              |
| Четвёрки парные           | Китай · Чэнь Юнься · Чжан Лин · Люй Ян · Цуй Сяотун | Польша · Агнешка Кобус-Завойская · Марта Величко · Мария Сайдак · Катажина Зильман                                                                            | Австралия · Рия Томпсон · Роуэна Мередит · Хэрриет Хадсон · Кэйтлин Кронин                                                    |
| Восьмёрки                 | Канада · Лиза Роман · Кэйша Гручала-Весьерски · Кристин Роупер · Андреа Проске · Сьюзан Грейнджер · Мэдисон Мэйли · Сидни Пэйн · Авалон Вастенейс · Кристен Кит (рулевая) | Новая Зеландия · Элла Гринслейд · Эмма Дайк · Люси Спурс · Келси Беван · Грейс Прендергаст · Керри Гаулер · Бет Росс · Джеки Гоулер · Кейлеб Шеперд (рулевая) | Китай · Ван Цзыфэн · Ван Юйвэй · Сюй Фэй · Мяо Тянь · Чжан Минь · Цзюй Жуй · Ли Цзинцзин · Го Линьлинь · Чжан Дэчан (рулевая) |

## Бадминтон
| Дисциплина               | Золото                                   | Серебро                          | Бронза                                   |
| Мужской одиночный разряд | Виктор Аксельсен (DEN)                   | Чэнь Лун (CHN)                   | Антони Синисука Гинтин (INA)             |
| Мужской парный разряд    | Тайвань · Ли Ян · Ван Цзилинь            | Китай · Ли Цзюньхуэй · Лю Юйчэнь | Малайзия · Аарон Чиа · Со Ву И           |
| Женский одиночный разряд | Чэнь Юйфей (CHN)                         | Дай Цзыин (TPE)                  | Пусарла Венката Синдху (IND)             |
| Женский парный разряд    | Индонезия · Грейсия Поли · Априяни Рахаю | Китай · Чэнь Цинчэнь · Цзя Ифань | Республика Корея · Ким Со Ён · Кон Хи Ён |
| Смешанный парный разряд  | Китай · Ван Илю · Хуан Дунпин            | Китай · Чжэн Сивэй · Хуан Яцюн   | Япония · Юта Ватанабэ · Ариса Хигасино   |

## Баскетбол

### Баскетбол
| Дисциплина | Золото | Серебро | Бронза |
| Мужчины    | США Келдон Джонсон · Зак Лавин · Дамиан Лиллард · Кевин Дюрант · Крис Миддлтон · Джерами Грант · Джейсон Тейтум · Джайвел Макги · Джру Холидей · Бэм Адебайо · Дрэймонд Грин · Девин Букер | Франция Франк Нтиликина · Тимоте Луваву-Кабарро · Тома Эртель · Николя Батюм · Гершон Ябуселе · Эван Фурнье · Нандо де Коло · Венсан Пуарье · Эндрю Альбиси · Руди Гобер · Петр Корнели · Мустафа Фалль | Австралия Арон Бэйнс · Джош Грин · Крис Гулдинг · Мэттью Деллаведова · Джо Инглс · Ник Кей · Джок Лэндейл · Патти Миллс · Дуоп Рит · Натан Соби · Матисс Тайбулл · Данте Экзам                        |
| Женщины    | США Джуэл Лойд · Скайлар Диггинс · Сью Бёрд · Ариэль Аткинс · Челси Грей · Эйжа Уилсон · Брианна Стюарт · Нафиса Коллиер · Дайана Таурази · Сильвия Фаулз · Тина Чарльз · Бриттни Грайнер  | Япония Моэко Нагаока · Маки Такада · Нахо Миёси · Руй Матида · Нако Мотохаси · Нанака Тодо · Саки Хаяси · Эвелин Мавули · Саори Миядзаки · Юки Миядзава · Химавари Акахо · Моника Окойе                 | Франция Марин Фоту · Андене Мийем · Алексия Шартеро · Сандрин Груда · Хелена Сиак · Сара Мишель · Валериан Вукосавлевич · Ильяна Рюпер · Габби Уильямс · Марин Жоаннес · Аликс Дюше · Диандра Чачуанг |

### Баскетбол 3×3
| Дисциплина | Золото                                                                  | Серебро                                                                 | Бронза                                                                           |
| Мужчины    | Латвия Наурис Миезис · Карлис Ласманис · Эдгарс Круминьш · Агнис Чаварс | ОКР Станислав Шаров · Александр Зуев · Илья Карпенков · Кирилл Писклов  | Сербия Александр Ратков · Деян Майсторович · Михайло Васич · Душан Домович Булут |
| Женщины    | США Келси Плам · Джеки Янг · Стефани Долсон · Алиша Грей                | ОКР Юлия Козик · Анастасия Логунова · Ольга Фролкина · Евгения Фролкина | Китай Ян Шуюй · Чжан Чжитин · Вань Цзиюань · Ван Лили                            |

## Бейсбол
| Дисциплина | Золото | Серебро | Бронза |
| Мужчины    | Япония Коё Аояги · Хидэто Асамура · Сосукэ Гэнда · Масатака Ёсида · Сугуру Ивадзаки · Хироми Ито · Такуя Каи · Рёсукэ Кикути · Кэнсукэ Кондо · Рёдзи Курибаяси · Рёя Курихара · Масато Морисита · Мунэтака Мураками · Юдаи Оно · Хаято Сакамото · Сэйя Судзуки · Кодаи Сэнга · Каима Таира · Масахиро Танака · Рютаро Умэно · Тэцуто Ямада · Ёсинобу Ямамото · Ясуаки Ямасаки · Юки Янагита | США Ник Аллен · Эдди Альварес · Шейн Баз · Симеон Вудс-Ричардсон · Энтони Гоуз · Эдвин Джексон · Брэндон Диксон · Энтони Картер · Тристон Касас · Патрик Кивлехан · Марк Колосвари · Скотт Кэзмир · Джек Лопес · Скотт Макгоф · Ник Мартинес · Тайлер Остин · Джо Райан · Райдер Райан · Дэвид Робертсон · Бубба Старлинг · Джейми Уэстбрук · Тим Федерович · Эрик Филия · Тодд Фрейзер | Доминиканская Республика Дарио Альварес · Габриэль Ариас · Хаиро Асенсио · Хосе Баутиста · Рольдани Болдуин · Эмилио Бонифасио · Чарли Валерио · Хуниор Гарсия · Хейсон Гусман · Хосе Диас · Мелки Кабрера · Луис Фелипе Кастильо · Джан Мариньес · Кристофер Мерседес · Эрик Мехия · Хоан Мьесес · Густаво Нуньес · Йефри Перес · Деньи Рейес · Хулио Родригес · Рамон Россо · Анхель Санчес · Хуан Франсиско |

## Бокс

### Мужчины
| Дисциплина  | Золото                    | Серебро                     | Бронза                        |
| До 52 кг    | Галал Яфай (GBR)          | Карло Паалам (PHI)          | Рёмэй Танака (JPN)            |
| До 52 кг    | Галал Яфай (GBR)          | Карло Паалам (PHI)          | Сакен Бибосынов (KAZ)         |
| До 57 кг    | Альберт Батыргазиев (ROC) | Дюк Рэган (USA)             | Сэмюэл Такьи (GHA)            |
| До 57 кг    | Альберт Батыргазиев (ROC) | Дюк Рэган (USA)             | Ласаро Альварес (CUB)         |
| До 63 кг    | Энди Крус (CUB)           | Кейшон Дэвис (USA)          | Оганес Бачков (ARM)           |
| До 63 кг    | Энди Крус (CUB)           | Кейшон Дэвис (USA)          | Харрисон Гарсайд (AUS)        |
| До 69 кг    | Роньель Иглесиас (CUB)    | Пэт Маккормак (GBR)         | Эйдан Уолш (IRL)              |
| До 69 кг    | Роньель Иглесиас (CUB)    | Пэт Маккормак (GBR)         | Андрей Замковой (ROC)         |
| До 75 кг    | Эберт Консейсан (BRA)     | Александр Хижняк (UKR)      | Эумир Марсьяль (PHI)          |
| До 75 кг    | Эберт Консейсан (BRA)     | Александр Хижняк (UKR)      | Глеб Бакши (ROC)              |
| До 81 кг    | Арлен Лопес (CUB)         | Бенджамин Уиттекер (GBR)    | Имам Хатаев (ROC)             |
| До 81 кг    | Арлен Лопес (CUB)         | Бенджамин Уиттекер (GBR)    | Лорен Альфонсо Домингес (AZE) |
| До 91 кг    | Хулио Сесар ла Крус (CUB) | Муслим Гаджимагомедов (ROC) | Дэвид Ньика (NZL)             |
| До 91 кг    | Хулио Сесар ла Крус (CUB) | Муслим Гаджимагомедов (ROC) | Абнер Тейшейра (BRA)          |
| Свыше 91 кг | Баходир Жалолов (UZB)     | Ричард Торрес (USA)         | Фрейзер Кларк (GBR)           |
| Свыше 91 кг | Баходир Жалолов (UZB)     | Ричард Торрес (USA)         | Камыбек Кункабаев (KAZ)       |

### Женщины
| Дисциплина | Золото                      | Серебро                 | Бронза                      |
| До 51 кг   | Стойка Крыстева (BUL)       | Бусеназ Чакыроглу (TUR) | Хуан Сяовэнь (TPE)          |
| До 51 кг   | Стойка Крыстева (BUL)       | Бусеназ Чакыроглу (TUR) | Цукими Намики (JPN)         |
| До 57 кг   | Сэна Ириэ (JPN)             | Нести Петесио (PHI)     | Ирма Теста (ITA)            |
| До 57 кг   | Сэна Ириэ (JPN)             | Нести Петесио (PHI)     | Кэррисс Артингстолл (GBR)   |
| До 60 кг   | Келли Анна Харрингтон (IRL) | Беатрис Феррейра (BRA)  | Сисонди Судапорн (THA)      |
| До 60 кг   | Келли Анна Харрингтон (IRL) | Беатрис Феррейра (BRA)  | Мира Потконен (FIN)         |
| До 69 кг   | Бусеназ Сюрменели (TUR)     | Гу Хун (CHN)            | Ловлина Боргохаин (IND)     |
| До 69 кг   | Бусеназ Сюрменели (TUR)     | Гу Хун (CHN)            | Оушей Джонс (USA)           |
| До 75 кг   | Лоурен Прайс (GBR)          | Ли Цянь (CHN)           | Нушка Фонтейн (NED)         |
| До 75 кг   | Лоурен Прайс (GBR)          | Ли Цянь (CHN)           | Зенфира Магомедалиева (ROC) |

## Борьба

### Греко-римская борьба
| Дисциплина | Золото                     | Серебро                | Бронза                    |
| До 60 кг   | Луис Орта (CUB)            | Кенъитиро Фумита (JPN) | Валихан Серикулы (CHN)    |
| До 60 кг   | Луис Орта (CUB)            | Кенъитиро Фумита (JPN) | Сергей Емелин (ROC)       |
| До 67 кг   | Мохаммад Реза Гераеи (IRI) | Парвиз Насибов (UKR)   | Франк Штеблер (GER)       |
| До 67 кг   | Мохаммад Реза Гераеи (IRI) | Парвиз Насибов (UKR)   | Мохамед Эльсайед (EGY)    |
| До 77 кг   | Томаш Лёринц (HUN)         | Акжол Махмудов (KGZ)   | Сёхэй Ябику (JPN)         |
| До 77 кг   | Томаш Лёринц (HUN)         | Акжол Махмудов (KGZ)   | Рафик Гусейнов (AZE)      |
| До 87 кг   | Жан Беленюк (UKR)          | Виктор Лёринц (HUN)    | Денис Кудла (GER)         |
| До 87 кг   | Жан Беленюк (UKR)          | Виктор Лёринц (HUN)    | Заруб Датунашвили (SRB)   |
| До 97 кг   | Муса Евлоев (ROC)          | Артур Алексанян (ARM)  | Тадеуш Михалик (POL)      |
| До 97 кг   | Муса Евлоев (ROC)          | Артур Алексанян (ARM)  | Мохаммадхади Сарави (IRI) |
| До 130 кг  | Михаин Лопес Нуньес (CUB)  | Якоб Каджая (GEO)      | Рыза Каяалп (TUR)         |
| До 130 кг  | Михаин Лопес Нуньес (CUB)  | Якоб Каджая (GEO)      | Сергей Семёнов (ROC)      |

### Вольная борьба

#### Мужчины
| Дисциплина | Золото                    | Серебро                          | Бронза                    |
| До 57 кг   | Заур Угуев (ROC)          | Рави Кумар Дахия (IND)           | Нурислам Санаев (KAZ)     |
| До 57 кг   | Заур Угуев (ROC)          | Рави Кумар Дахия (IND)           | Томас Гилман (USA)        |
| До 65 кг   | Такуто Отогуро (JPN)      | Гаджи Алиев (AZE)                | Гаджимурад Рашидов (ROC)  |
| До 65 кг   | Такуто Отогуро (JPN)      | Гаджи Алиев (AZE)                | Баджранг Пуния (IND)      |
| До 74 кг   | Заурбек Сидаков (ROC)     | Магомедхабиб Кадимагомедов (BLR) | Кайл Дэйк (USA)           |
| До 74 кг   | Заурбек Сидаков (ROC)     | Магомедхабиб Кадимагомедов (BLR) | Бекзод Абдурахмонов (UZB) |
| До 86 кг   | Дэвид Тейлор (USA)        | Хасан Яздани (IRI)               | Артур Найфонов (ROC)      |
| До 86 кг   | Дэвид Тейлор (USA)        | Хасан Яздани (IRI)               | Майлз Амин (SMR)          |
| До 97 кг   | Абдулрашид Садулаев (ROC) | Кайл Снайдер (USA)               | Рейнерис Салас (CUB)      |
| До 97 кг   | Абдулрашид Садулаев (ROC) | Кайл Снайдер (USA)               | Абраам Коньедо (ITA)      |
| До 125 кг  | Гейбл Стивсон (USA)       | Гено Петриашвили (GEO)           | Амир Хоссейн Заре (IRI)   |
| До 125 кг  | Гейбл Стивсон (USA)       | Гено Петриашвили (GEO)           | Таха Акгюль (TUR)         |

#### Женщины
| Дисциплина | Золото                    | Серебро                  | Бронза                     |
| До 50 кг   | Юи Сусаки (JPN)           | Сунь Янань (CHN)         | Мария Стадник (AZE)        |
| До 50 кг   | Юи Сусаки (JPN)           | Сунь Янань (CHN)         | Сара Хильдебрандт (USA)    |
| До 53 кг   | Маю Мукаида (JPN)         | Пан Цяньюй (CHN)         | Ванесса Колодинская (BLR)  |
| До 53 кг   | Маю Мукаида (JPN)         | Пан Цяньюй (CHN)         | Бат-Очирын Болортуяа (MGL) |
| До 57 кг   | Рисако Каваи (JPN)        | Ирина Курочкина (BLR)    | Хелен Марулис (USA)        |
| До 57 кг   | Рисако Каваи (JPN)        | Ирина Курочкина (BLR)    | Эвелина Николова (BUL)     |
| До 62 кг   | Юкако Каваи (JPN)         | Айсулуу Тыныбекова (KGZ) | Ирина Коляденко (UKR)      |
| До 62 кг   | Юкако Каваи (JPN)         | Айсулуу Тыныбекова (KGZ) | Тайбе Юсеин (BUL)          |
| До 68 кг   | Тамира Менса (USA)        | Блессинг Оборудуду (NGR) | Алла Черкасова (UKR)       |
| До 68 кг   | Тамира Менса (USA)        | Блессинг Оборудуду (NGR) | Мээрим Жуманазарова (KGZ)  |
| До 76 кг   | Алине Роттер-Фоккен (GER) | Аделайн Грей (USA)       | Ясемин Адар (TUR)          |
| До 76 кг   | Алине Роттер-Фоккен (GER) | Аделайн Грей (USA)       | Чжоу Цянь (CHN)            |

## Велоспорт

### Шоссейные гонки
| Дисциплина                                         | Золото                    | Серебро                   | Бронза                     |
| Групповая гонка, мужчины                           | Ричард Карапас (ECU)      | Ваут ван Арт (BEL)        | Тадей Погачар (SLO)        |
| Индивидуальная гонка с раздельным стартом, мужчины | Примож Роглич (SLO)       | Том Дюмулен (NED)         | Роан Деннис (AUS)          |
| Групповая гонка, женщины                           | Анна Кизенхофер (AUT)     | Аннемик ван Влёйтен (NED) | Элиза Лонго Боргини (ITA)  |
| Индивидуальная гонка с раздельным стартом, женщины | Аннемик ван Влёйтен (NED) | Марлен Ройссер (SUI)      | Анна ван дер Брегген (NED) |

### Трековые гонки

#### Мужчины
| Дисциплина                    | Золото                                                                            | Серебро                                                                         | Бронза                                                                                    |
| Командная гонка преследования | Италия · Симоне Консонни · Филиппо Ганна · Франческо Ламон · Джонатан Милан       | Дания · Лассе Норман Хансен · Никалс Ларсен · Фредерик Мадсен · Расмус Педерсен | Австралия · Ли Ховард · Келланд О’Брайен · Лукас Плапп · Сэм Уэлсфорд · Александер Портер |
| Спринт                        | Харри Лаврейсен (NED)                                                             | Джеффри Хогланд (NED)                                                           | Джек Карлин (GBR)                                                                         |
| Командный спринт              | Нидерланды · Джеффри Хогланд · Харри Лаврейсен · Рой ван ден Берг · Маттейс Бюхли | Великобритания · Джек Карлин · Джейсон Кенни · Райан Оуэнс                      | Франция · Флориан Гренбо · Раян Элаль · Себастьен Вижье                                   |
| Кейрин                        | Джейсон Кенни (GBR)                                                               | Азизульхасни Аванг (MAS)                                                        | Харри Лаврейсен (NED)                                                                     |
| Мэдисон                       | Дания · Лассе Норман Хансен · Микаэль Мёркёв                                      | Великобритания · Итан Хейтер · Мэттью Уоллс                                     | Франция · Донаван Гронден · Бенжамен Тома                                                 |
| Омниум                        | Мэттью Уоллс (GBR)                                                                | Кэмпбелл Стюарт (NZL)                                                           | Элиа Вивиани (ITA)                                                                        |

#### Женщины
| Дисциплина                    | Золото                                                                  | Серебро                                                              | Бронза                                                             |
| Командная гонка преследования | Германия · Франциска Браусе · Лиза Бреннауэр · Лиза Кляйн · Мике Крёгер | Великобритания · Кэти Арчибальд · Ни Эванс · Джози Найт · Лора Тротт | США · Меган Джастреб · Дженнифер Валент · Хлоя Дайгерт · Эмма Уайт |
| Спринт                        | Келси Митчелл (CAN)                                                     | Елена Старикова (UKR)                                                | Лэй Вайси (HKG)                                                    |
| Командный спринт              | Китай · Бао Шаньцзюй · Чжун Тяньши                                      | Германия · Леа Фридрих · Эмма Хинце                                  | ОКР · Дарья Шмелёва · Анастасия Войнова                            |
| Кейрин                        | Сханне Браспеннинкс (NED)                                               | Эллесс Эндрюс (NZL)                                                  | Лорьян Женес (CAN)                                                 |
| Мэдисон                       | Великобритания · Кэти Арчибальд · Лора Кенни                            | Дания · Амали Дидериксен · Юлия Лет                                  | ОКР · Гульназ Хатунцева · Мария Новолодская                        |
| Омниум                        | Дженнифер Валенти (USA)                                                 | Юми Кадзихара (JPN)                                                  | Кирстен Вилд (NED)                                                 |

### Маунтинбайк
| Дисциплина | Золото             | Серебро               | Бронза                |
| Мужчины    | Том Пидкок (GBR)   | Матиас Флюкигер (SUI) | Давид Валеро (ESP)    |
| Женщины    | Йоланда Нефф (SUI) | Сина Фрай (SUI)       | Линда Индерганд (SUI) |

### BMX
| Дисциплина            | Золото                    | Серебро             | Бронза                |
| BMX-гонки, мужчины    | Ник Кимманн (NED)         | Кай Уайт (GBR)      | Карлос Рамирес (COL)  |
| BMX-фристайл, мужчины | Логан Мартин (AUS)        | Даниэль Дерс (VEN)  | Деклан Брукс (GBR)    |
| BMX-гонки, женщины    | Бетани Шривер (GBR)       | Мариана Пахон (COL) | Мерел Смюлдерс (NED)  |
| BMX-фристайл, женщины | Шарлотта Уортингтон (GBR) | Ханна Робертс (USA) | Никита Дукарроз (SUI) |

## Водное поло
| Дисциплина | Золото | Серебро | Бронза |
| Мужчины    | Сербия Милан Алексич · Никола Дедович · Джордже Лазич · Душан Мандич · Бранислав Митрович · Стефан Митрович · Гойко Пиетлович · Душко Пиетлович · Андрия Прлаинович · Сава Ранджелович · Страхиня Рашович · Филип Филипович · Никола Якшич | Греция Стилианос Аргиропулос · Ангелос Влахопулос · Константинос Галанидис · Константинос Гювецис · Йоргос Дервисис · Константинос Енидуниас · Эммануил Зердевас · Мариос Капоцис · Христодулос Коломвос · Константинос Мурикис · Александрос Папанастасиу · Димитриос Скумбакис · Яннис Фундулис | Венгрия Даниэль Андьяль · Мартон Вамош · Денеш Варга · Гергё Заланки · Кристиан Манхерц · Тамаш Мезеи · Виктор Надь · Матьяш Пастор · Шома Фогель · Балаж Хараи · Норберт Хошньянски · Балаж Эрдейи · Силард Яншик            |
| Женщины    | США Рейчел Фэттел · Ария Фишер · Макензи Фишер · Кейли Гилкрист · Стефания Харалабидис · Пейдж Хаусчайлд · Эшли Джонсон · Аманда Лонган · Мэдди Масселмен · Джейми Ньюшул · Мелисса Сайдемен · Мэгги Стеффенс · Элис Уильямс               | Испания Марта Бак · Анни Эспар · Клара Эспар · Лаура Эстер · Жудит Форка · Майка Гарсия · Ирене Гонсалес · Паула Лейтон · Беатрис Ортис · Пилар Пенья · Елена Руис · Элена Санчес · Росер Тарраго                                                                                                 | Венгрия Эдина Гангль · Кристина Гарда · Грета Гуришатти · Анико Дьёндьёши · Анна Иллеш · Рита Кестейи-Надь · Дора Лейметер · Альда Мадьяри · Ребекка Паркс · Наташа Рыбанская · Дороттья Силадьи · Габриэлла Сюч · Ванда Вайи |

## Волейбол

### Волейбол
| Дисциплина | Золото | Серебро | Бронза |
| Мужчины    | Франция Бартелеми Шиненьез · Женя Гребенников · Жан Патри · Бенжамен Тоньютти · Кевин Тийи · Эрвин Нгапет · Антуан Бризар · Стефан Буайе · Николя ле Гофф · Дэрил Бюльтор · Тревор Клевено · Ясин Луати              | ОКР Денис Богдан · Дмитрий Волков · Артём Вольвич · Валентин Голубев · Егор Клюка · Игорь Кобзарь · Ильяс Куркаев · Максим Михайлов · Павел Панков · Ярослав Подлесных · Виктор Полетаев · Иван Яковлев                                       | Аргентина Факундо Конте · Сантьяго Данани · Лучано Де Чекко · Агустин Лосер · Бруно Лима · Николас Мендес · Эсекьель Паласиос · Федерико Перейра · Кристиан Поглахен · Мартин Рамос · Матиас Санчес · Себастьян Соле |
| Женщины    | США Фолуке Акинрадево · Мишель Барч-Хакли · Андреа Дрюс · Майка Хэнкок · Кимберли Хилл · Джордан Ларсон · Чиака Огбогу · Джордин Поултер · Келси Робинсон · Джордан Томпсон · Хейли Вашингтон · Джастин Вонг-Орантес | Бразилия Камила Брайт · Макрис Карнейру · Ана Беатрис Корреа · Ана Каролина да Силва · Ана Кристина де Соуза · Фернанда Гарай · Карол Гаттас · Габриела Гимарайнс · Розамария Монтибеллер · Наталия Перейра · Роберта Рацке · Тандара Кайшета | Сербия Бьянка Буша · Мина Попович · Сладжана Миркович · Бранкица Михайлович · Майя Огненович · Ана Белица · Майя Алексич · Милена Рашич · Сальвия Попович · Тияна Бошкович · Бояна Миленкович · Елена Благоевич      |

### Пляжный волейбол
| Дисциплина | Золото                                 | Серебро                                        | Бронза                                        |
| Мужчины    | Норвегия · Андерс Мол · Кристиан Сёрум | ОКР · Вячеслав Красильников · Олег Стояновский | Катар · Шериф Юнус · Ахмед Тиджан             |
| Женщины    | США · Эйприл Росс · Аликс Клайнмен     | Австралия · Мариафе Артачо · Талика Клэнси     | Швейцария · Анук Верже-Депре · Джоана Хайдрих |

## Гандбол
| Дисциплина | Золото | Серебро | Бронза |
| Мужчины    | Франция Люк Абало · Микаэль Гигу · Юго Деска · Ян Жанти · Венсан Жерар · Люка Карабатич · Никола Карабатич · Ромен Лагард · Кантен Маэ · Дика Мем · Тимоте Н’Гессан · Валантен Порт · Недим Ремили · Мелвин Ричардсон · Николя Турна · Людовик Фабрегас                                 | Дания Лассе Андерссон · Матиас Гисель · Магнус Ландин Якобсен · Никлас Ландин Якобсен · Мадс Менса Ларсен · Кевин Мёллер · Хенрик Мёльгор · Мортен Ольсен · Магнус Саугструп · Лассе Сван · Хенрик Тофт Хансен · Йохан Хансен · Миккель Хансен · Якоб Хольм · Эмиль Якобсен              | Испания Юлен Агинагальде · Антонио Гарсия Робледо · Гедеон Гвардиола · Алеш Гомес · Эдуардо Гурбиндо · Алекс Дуйшебаев · Родриго Корралес · Хорхе Македа · Виран Моррос · Гонсало Перес де Варгас · Мигель Санчес-Мигальон · Даниэль Сармьенто · Ферран Соле · Анхель Фернандес · Адрия Фигерас · Рауль Энтрерриос |
| Женщины    | Франция Мелин Ноканди · Бландин Дансет · Полин Коатанеа · Клоэ Валентини · Алисон Пино · Корали Ляссурс · Грас Заади · Амандин Лейно · Калидьяту Ньякате · Клеопатра Дарлё · Осеан Серсьен-Юголен · Лора Флипп · Беатрис Эдвиж · Полетта Фоппа · Эстель Нзе Минко · Александра Лакрабер | ОКР Владлена Бобровникова · Полина Ведёхина · Анна Вяхирева · Полина Горшкова · Дарья Дмитриева · Екатерина Ильина · Виктория Калинина · Полина Кузнецова · Ксения Макеева · Юлия Манагарова · Елена Михайличенко · Анна Седойкина · Анна Сень · Антонина Скоробогатченко · Ольга Фомина | Норвегия Хенню Рейстад · Вероника Кристиансен · Марит Мальм Фрафьорд · Стине Скогранд · Нора Мёрк · Стине Офтедал · Силье Сольберг · Кари Браттсет Дале · Катрин Лунде · Марит Якобсен · Камилла Херрем · Санна Сольберг-Исаксен · Кристине Брейстёль · Марта Томак · Вильде Йохансен                              |

## Гольф
| Дисциплина | Золото                | Серебро              | Бронза              |
| Мужчины    | Ксандер Шоффель (USA) | Рори Саббатини (SVK) | Бань Чжэнцзун (TPE) |
| Женщины    | Нелли Корда (USA)     | Монэ Инами (JPN)     | Лидия Ко (NZL)      |

## Гребля на байдарках и каноэ

### Гладкая вода

#### Мужчины
| Дисциплина                     | Золото                                                             | Серебро                                                                     | Бронза                                                          |
| Каноэ-одиночки, 1000 метров    | Изакиас Кейрос (BRA)                                               | Лю Хао (CHN)                                                                | Сергей Тарновский (MDA)                                         |
| Каноэ-двойки, 1000 метров      | Куба · Фернандо Хорхе · Сергей Торрес                              | Китай · Лю Хао · Чжэн Пэнфэй                                                | Германия · Себастьян Брендель · Тим Хеккер                      |
| Байдарки-одиночки, 200 метров  | Шандор Тотка (HUN)                                                 | Манфреди Рицца (ITA)                                                        | Лиам Хит (GBR)                                                  |
| Байдарки-одиночки, 1000 метров | Балинт Копас (HUN)                                                 | Адам Варга (HUN)                                                            | Фернанду Пимента (POR)                                          |
| Байдарки-двойки, 1000 метров   | Австралия · Джин ван дер Вестхёйзен · Томас Грин                   | Германия · Макс Хофф · Якоб Шопф                                            | Чехия · Йосеф Досталь · Радек Шлоуф                             |
| Байдарки-четвёрки, 500 метров  | Германия · Макс Рендшмидт · Рональд Рауэ · Том Либшер · Макс Лемке | Испания · Сауль Кравиотто · Маркус Вальц · Карлос Аревало · Родриго Хермаде | Словакия · Самуэл Балаж · Денис Мишак · Эрик Влчек · Адам Ботек |

#### Женщины
| Дисциплина                    | Золото                                                            | Серебро                                                                           | Бронза                                                                        |
| Каноэ-одиночки, 200 метров    | Невин Харрисон (USA)                                              | Лоренс Венсан-Лапуант (CAN)                                                       | Людмила Лузан (UKR)                                                           |
| Каноэ-двойки, 500 метров      | Китай · Сюй Шисяо · Сунь Мэнъя                                    | Украина · Людмила Лузан · Анастасия Четверикова                                   | Канада · Лоренс Венсан-Лапуант · Кэти Винсент                                 |
| Байдарки-одиночки, 200 метров | Лиза Кэррингтон (NZL)                                             | Мария Тереса Портела (ESP)                                                        | Эмма Остранн Йёргенсен (DEN)                                                  |
| Байдарки-одиночки, 500 метров | Лиза Кэррингтон (NZL)                                             | Тамара Чипеш (HUN)                                                                | Эмма Йёргенсен (DEN)                                                          |
| Байдарки-двойки, 500 метров   | Новая Зеландия · Лиза Кэррингтон · Кейтлин Ригал                  | Польша · Каролина Ная · Анна Пулавская                                            | Венгрия · Дора Бодоньи · Данута Козак                                         |
| Байдарки-четвёрки, 500 метров | Венгрия · Данута Козак · Тамара Чипеш · Анна Карас · Дора Бодоньи | Беларусь · Маргарита Махнёва · Надежда Лепешко · Ольга Худенко · Марина Литвинчук | Польша · Каролина Ная · Анна Пулавская · Юстина Искшицкая · Хелена Вишневская |

### Гребной слалом
| Дисциплина                 | Золото                | Серебро                | Бронза                 |
| Каноэ-одиночки, мужчины    | Беньямин Савшек (SLO) | Лукаш Роган (CZE)      | Сидерис Тасиадис (GER) |
| Байдарки-одиночки, мужчины | Иржи Прскавец (CZE)   | Якуб Григар (SVK)      | Ханнес Айгнер (GER)    |
| Каноэ-одиночки, женщины    | Джессика Фокс (AUS)   | Мэллори Франклин (GBR) | Андреа Херцог (GER)    |
| Байдарки-одиночки, женщины | Рикарда Функ (GER)    | Маялен Чурраут (ESP)   | Джессика Фокс (AUS)    |

## Дзюдо

### Мужчины
| Дисциплина   | Золото                | Серебро                  | Бронза                       |
| До 60 кг     | Наохиса Такато (JPN)  | Ян Юнвэй (TPE)           | Елдос Сметов (KAZ)           |
| До 60 кг     | Наохиса Такато (JPN)  | Ян Юнвэй (TPE)           | Лука Мхеидзе (FRA)           |
| До 66 кг     | Хифуми Абэ (JPN)      | Важа Маргвелашвили (GEO) | Ан Ба Уль (KOR)              |
| До 66 кг     | Хифуми Абэ (JPN)      | Важа Маргвелашвили (GEO) | Даниел Карнин (BRA)          |
| До 73 кг     | Сёхэй Оно (JPN)       | Лаша Шавдатуашвили (GEO) | Ан Чхаллим (KOR)             |
| До 73 кг     | Сёхэй Оно (JPN)       | Лаша Шавдатуашвили (GEO) | Цэнд-Очирын Цогтбаатар (MGL) |
| До 81 кг     | Таканори Нагасэ (JPN) | Саид Моллаеи (MGL)       | Шамиль Борчашвили (AUT)      |
| До 81 кг     | Таканори Нагасэ (JPN) | Саид Моллаеи (MGL)       | Маттиас Кассе (BEL)          |
| До 90 кг     | Лаша Бекаури (GEO)    | Эдуард Триппель (GER)    | Давлат Бобонов (UZB)         |
| До 90 кг     | Лаша Бекаури (GEO)    | Эдуард Триппель (GER)    | Кристиан Тот (HUN)           |
| До 100 кг    | Аарон Вольф (JPN)     | Чо Гу Хам (KOR)          | Жорже Фонсека (POR)          |
| До 100 кг    | Аарон Вольф (JPN)     | Чо Гу Хам (KOR)          | Нияз Ильясов (ROC)           |
| Свыше 100 кг | Лукаш Крпалек (CZE)   | Гурам Тушишвили (GEO)    | Тедди Ринер (FRA)            |
| Свыше 100 кг | Лукаш Крпалек (CZE)   | Гурам Тушишвили (GEO)    | Тамерлан Башаев (ROC)        |

### Женщины
| Дисциплина  | Золото                  | Серебро                | Бронза                    |
| До 48 кг    | Дистрия Красничи (KOS)  | Фуна Тонаки (JPN)      | Дарья Белодед (UKR)       |
| До 48 кг    | Дистрия Красничи (KOS)  | Фуна Тонаки (JPN)      | Мунхбатын Уранцэцэг (MGL) |
| До 52 кг    | Ута Абэ (JPN)           | Амандин Бюшар (FRA)    | Одетте Джуффрида (ITA)    |
| До 52 кг    | Ута Абэ (JPN)           | Амандин Бюшар (FRA)    | Челси Джайлс (GBR)        |
| До 57 кг    | Нора Гякова (KOS)       | Сара-Леони Сизик (FRA) | Цукаса Ёсида (JPN)        |
| До 57 кг    | Нора Гякова (KOS)       | Сара-Леони Сизик (FRA) | Джессика Климкейт (CAN)   |
| До 63 кг    | Кларисс Агбеньену (FRA) | Тина Трстеняк (SLO)    | Мария Чентраккьо (ITA)    |
| До 63 кг    | Кларисс Агбеньену (FRA) | Тина Трстеняк (SLO)    | Катрин Бошмен-Пинар (CAN) |
| До 70 кг    | Тидзуру Араи (JPN)      | Михаэла Поллерес (AUT) | Мадина Таймазова (ROC)    |
| До 70 кг    | Тидзуру Араи (JPN)      | Михаэла Поллерес (AUT) | Санне Ван Дейк (NED)      |
| До 78 кг    | Сори Хамада (JPN)       | Мадлен Малонга (FRA)   | Анна-Мария Вагнер (GER)   |
| До 78 кг    | Сори Хамада (JPN)       | Мадлен Малонга (FRA)   | Майра Агиар (BRA)         |
| Свыше 78 кг | Акира Сонэ (JPN)        | Идалис Ортис (CUB)     | Ирина Киндзерская (AZE)   |
| Свыше 78 кг | Акира Сонэ (JPN)        | Идалис Ортис (CUB)     | Романа Дикко (FRA)        |

### Смешанные команды
| Дисциплина        | Золото | Серебро | Бронза |
| Смешанные команды | Франция Кларисс Агбеньену · Амадин Бюшар · Гийом Шен · Аксель Клерже · Сара-Леони Сизик · Романа Дикко · Александр Иддир · Киллиан ле Блуш · Мадлен Малонга · Марго Пино · Тедди Ринер | Япония Хифуми Абэ · Ута Абэ · Тидзуру Араи · Сори Хамада · Хисаёси Харасава · Сёитиро Мукай · Таканори Нагасэ · Сёхэй Оно · Акира Сонэ · Мику Тасиро · Аарон Вольф · Цукаса Ёсида | Германия Йоханнес Фрай · Карл-Рихард Фрай · Ясмин Грабовски · Катарина Менц · Доминик Рессель · Джованна Скоччимарро · Себастьян Зайдль · Тереза Штолль · Мартина Трайдос · Эдуард Триппель · Анна-Мария Вагнер · Игорь Вандтке |
| Смешанные команды | Франция Кларисс Агбеньену · Амадин Бюшар · Гийом Шен · Аксель Клерже · Сара-Леони Сизик · Романа Дикко · Александр Иддир · Киллиан ле Блуш · Мадлен Малонга · Марго Пино · Тедди Ринер | Япония Хифуми Абэ · Ута Абэ · Тидзуру Араи · Сори Хамада · Хисаёси Харасава · Сёитиро Мукай · Таканори Нагасэ · Сёхэй Оно · Акира Сонэ · Мику Тасиро · Аарон Вольф · Цукаса Ёсида | Израиль Тохар Бутбуль · Раз Гершко · Ли Кохман · Инбар Ланир · Саги Муки · Тимна Нельсон-Леви · Петер Пальчик · Шира Ришони · Ор Сассон · Гили Шарир · Барух Шмаилов                                                            |

## Карате

### Мужчины
| Дисциплина          | Золото                 | Серебро              | Бронза                         |
| Кумите, до 67 кг    | Стивен Да Коста (FRA)  | Эрай Шамдан (TUR)    | Дархан Асадилов (KAZ)          |
| Кумите, до 67 кг    | Стивен Да Коста (FRA)  | Эрай Шамдан (TUR)    | Абдельрахман аль-Масатфа (JOR) |
| Кумите, до 75 кг    | Луиджи Буза (ITA)      | Рафаэль Агаев (AZE)  | Станислав Горуна (UKR)         |
| Кумите, до 75 кг    | Луиджи Буза (ITA)      | Рафаэль Агаев (AZE)  | Габор Харшпатаки (HUN)         |
| Кумите, свыше 75 кг | Саджад Ганджзаде (IRI) | Тарик Хамеди (KSA)   | Угур Акташ (TUR)               |
| Кумите, свыше 75 кг | Саджад Ганджзаде (IRI) | Тарик Хамеди (KSA)   | Рютаро Арага (JPN)             |
| Ката                | Рё Киюна (JPN)         | Дамиан Кинтеро (ESP) | Али Софуоглу (TUR)             |
| Ката                | Рё Киюна (JPN)         | Дамиан Кинтеро (ESP) | Ариэль Торрес (USA)            |

### Женщины
| Дисциплина          | Золото                   | Серебро                | Бронза                 |
| Кумите, до 55 кг    | Ивет Горанова (BUL)      | Анжелика Терлюга (UKR) | Беттина Планк (AUT)    |
| Кумите, до 55 кг    | Ивет Горанова (BUL)      | Анжелика Терлюга (UKR) | Вэнь Цзыюнь (TPE)      |
| Кумите, до 61 кг    | Йована Прекович (SRB)    | Инь Сяоянь (CHN)       | Мерве Чобан (TUR)      |
| Кумите, до 61 кг    | Йована Прекович (SRB)    | Инь Сяоянь (CHN)       | Джиана Фарук (EGY)     |
| Кумите, свыше 61 кг | Ферьяль Абдельазиз (EGY) | Ирина Зарецкая (AZE)   | Софья Берульцева (KAZ) |
| Кумите, свыше 61 кг | Ферьяль Абдельазиз (EGY) | Ирина Зарецкая (AZE)   | Гун Ли (CHN)           |
| Ката                | Сандра Санчес (ESP)      | Киёу Симидзу (JPN)     | Грейс Лау (HKG)        |
| Ката                | Сандра Санчес (ESP)      | Киёу Симидзу (JPN)     | Вивиана Боттаро (ITA)  |

## Конный спорт
| Дисциплина          | Золото | Серебро | Бронза |
| Личная выездка      | Джессика фон Бредов-Верндль (GER) лошадь — TSF Dalera                                                                                        | Изабель Верт (GER) лошадь — Bella Rose 2                                                                                               | Шарлотта Дюжарден (GBR) лошадь — Gio                                                                                                 |
| Командная выездка   | Германия · Дороте Шнайдер · лошадь — Showtime FRH · Джессика фон Бредов-Верндль · лошадь — TSF Dalera · Изабель Верт · лошадь — Bella Rose 2 | США · Эдриэнн Лайл · лошадь — Salvino · Стеффен Питерс · лошадь — Suppenkasper · Сабина Шут-Кери · лошадь — Sanceo                     | Великобритания · Шарлотта Дюжарден · лошадь — Gio · Шарлотта Фрай · лошадь — Everdale · Карл Хестер · лошадь — En Vogue              |
| Личное троеборье    | Юлия Краевски (GER) лошадь — Amande de B'Neville                                                                                             | Том Макюэн (GBR) лошадь — Toledo de Kerser                                                                                             | Эндрю Хой (AUS) лошадь — Vassily de Lassos                                                                                           |
| Командное троеборье | Великобритания · Лора Коллетт · лошадь — London 52 · Том Макюэн · лошадь — Toledo de Kerser · Оливер Тауненд · лошадь — Ballaghmore Class    | Австралия · Кевин Макнаб · лошадь — Don Quidam · Эндрю Хой · лошадь — Vassily de Lassos · Шейн Роуз · лошадь — Virgil                  | Франция · Николя Тузен · лошадь — Absolut Gold · Карим Лагуаг · лошадь — Triton Fontaine · Кристофер Сикс · лошадь — Totem de Brecey |
| Личный конкур       | Бен Маэр (GBR) лошадь — Explosion W | Педер Фредриксон (SWE) лошадь — All In                                                                                                 | Майкел ван дер Влётен (NED) лошадь — Beauville Z                                                                                     |
| Командный конкур    | Швеция · Хенрик фон Эккерман · лошадь — King Edward · Малин Барьярд-Йонссон · лошадь — Indiana · Педер Фредриксон · лошадь — All In          | США · Лора Краут · лошадь — Baloutinue · Джессика Спрингстин · лошадь — Don Juan van de Donkhoeve · Маклейн Уорд · лошадь — Contagious | Бельгия · Питер Девос · лошадь — Claire Z · Жером Гери · лошадь — Quel Homme de Hus · Грегори Ватле · лошадь — Nevados S             |

## Лёгкая атлетика

### Мужчины
| Дисциплина                  | Золото | Серебро                                                                                         | Бронза                                                                |
| 100 метров                  | Марсель Якобс (ITA)                                                                                             | Фред Керли (USA)                                                                                | Андре Де Грасс (CAN)                                                  |
| 200 метров                  | Андре Де Грасс (CAN)                                                                                            | Кеннет Беднарек (USA)                                                                           | Ноа Лайлс (USA)                                                       |
| 400 метров                  | Стивен Гардинер (BAH)                                                                                           | Антони Самбрано (COL)                                                                           | Кирани Джеймс (GRN)                                                   |
| 800 метров                  | Эммануэль Корир (KEN)                                                                                           | Фергюсон Ротич (KEN)                                                                            | Патрик Добек (POL)                                                    |
| 1500 метров                 | Якоб Ингебригтсен (NOR)                                                                                         | Тимоти Черуйот (KEN)                                                                            | Джош Керр (GBR)                                                       |
| 5000 метров                 | Джошую Чептегеи (UGA)                                                                                           | Мохаммед Ахмед (CAN)                                                                            | Пол Челимо (USA)                                                      |
| 10 000 метров               | Селемон Барега (ETH)                                                                                            | Джошую Чептегеи (UGA)                                                                           | Джейкоб Киплимо (UGA)                                                 |
| 110 метров с барьерами      | Хансл Парчмент (JAM)                                                                                            | Грант Холлоуэй (USA)                                                                            | Рональд Леви (JAM)                                                    |
| 400 метров с барьерами      | Карстен Вархольм (NOR)                                                                                          | Рай Бенджамин (USA)                                                                             | Алисон дос Сантос (BRA)                                               |
| 3000 метров с препятствиями | Суфиан Эль-Баккали (MAR)                                                                                        | Ламеха Гирма (ETH)                                                                              | Бенджамин Киген (KEN)                                                 |
| Эстафета 4×100 метров       | Италия · Лоренцо Патта · Марсель Якобс · Эсеоса Десалу · Филиппо Торту                                          | Великобритания · Чиджинду Уджа · Зарнел Хьюз · Ричард Килти · Нетанил Митчелл-Блэйк             | Канада · Аарон Браун · Джером Блейк · Брендон Родни · Андре Де Грасс  |
| Эстафета 4×400 метров       | США · Майкл Черри · Майкл Норман · Брайс Дедмон · Рай Бенджамин · Вернон Норвуд · Рэндольф Росс · Тревор Стюарт | Нидерланды · Лимарвин Боневасия · Терренс Агард · Тони ван Дипен · Рэмзи Анджела · Йохем Доббер | Ботсвана · Айзек Маквала · Баболоки Тебе · Зибане Нгози · Баяпо Ндори |
| Марафон                     | Элуид Кипчоге (KEN)                                                                                             | Абди Нагейе (NED)                                                                               | Башир Абди (BEL)                                                      |
| Ходьба на 20 км             | Массимо Стано (ITA)                                                                                             | Коки Икэда (JPN)                                                                                | Тосикадзу Яманиси (JPN)                                               |
| Ходьба на 50 км             | Давид Томаля (POL)                                                                                              | Йонатан Хильберт (GER)                                                                          | Эван Данфи (CAN)                                                      |
| Прыжки в длину              | Милтиадис Тентоглу (GRE)                                                                                        | Хуан Мигель Эчеваррия (CUB)                                                                     | Майкель Массо (CUB)                                                   |
| Тройной прыжок              | Педро Пичардо (POR)                                                                                             | Чжу Ямин (CHN)                                                                                  | Юг Фабрис Занго (BUR)                                                 |
| Прыжки в высоту             | Мутаз Эсса Баршим (QAT)                                                                                         | Не присуждалось                                                                                 | Максим Недосеков (BLR)                                                |
| Прыжки в высоту             | Джанмарко Тамбери (ITA)                                                                                         | Не присуждалось                                                                                 | Максим Недосеков (BLR)                                                |
| Прыжки с шестом             | Арман Дюплантис (SWE)                                                                                           | Кристофер Нильсен (USA)                                                                         | Тиаго Брас (BRA)                                                      |
| Толкание ядра               | Райан Краузер (USA)                                                                                             | Джо Ковач (USA)                                                                                 | Томас Уолш (NZL)                                                      |
| Метание диска               | Даниэль Столь (SWE)                                                                                             | Симон Петтерссон (SWE)                                                                          | Лукас Вайсхайдингер (AUT)                                             |
| Метание копья               | Нирадж Чопра (IND)                                                                                              | Якуб Вадлейх (CZE)                                                                              | Витезслав Веселый (CZE)                                               |
| Метание молота              | Войцех Новицкий (POL)                                                                                           | Эйвинн Хенриксен (NOR)                                                                          | Павел Файдек (POL)                                                    |
| Десятиборье                 | Дамиан Уорнер (CAN)                                                                                             | Кевин Майер (FRA)                                                                               | Эшли Молони (AUS)                                                     |

### Женщины
| Дисциплина                  | Золото | Серебро | Бронза |
| 100 метров                  | Элейн Томпсон-Хера (JAM) | Шелли-Энн Фрейзер-Прайс (JAM)                                                                                         | Шерика Джексон (JAM)                                                                                                  |
| 200 метров                  | Элейн Томпсон-Хера (JAM) | Кристин Мбома (NAM)                                                                                                   | Габриэль Томас (USA)                                                                                                  |
| 400 метров                  | Шона Миллер-Уйбо (BAH) | Марилейди Паулино (DOM)                                                                                               | Эллисон Феликс (USA)                                                                                                  |
| 800 метров                  | Атинг Му (USA) | Кили Ходжкинсон (GBR)                                                                                                 | Рэйвин Роджерс (USA)                                                                                                  |
| 1500 метров                 | Фейт Кипьегон (KEN) | Лора Мьюр (GBR) | Сифан Хассан (NED) |
| 5000 метров                 | Сифан Хассан (NED) | Хеллен Обири (KEN) | Гудаф Цегай (ETH) |
| 10 000 метров               | Сифан Хассан (NED) | Калькидан Гезань (BRN)                                                                                                | Летесенбет Гидей (ETH)                                                                                                |
| 100 метров с барьерами      | Джасмин Камачо-Куинн (PUR) | Кендра Харрисон (USA)                                                                                                 | Меган Таппер (JAM) |
| 400 метров с барьерами      | Сидни Маклафлин (USA) | Далайла Мухаммад (USA)                                                                                                | Фемке Бол (NED) |
| 3000 метров с препятствиями | Перут Чемутай (UGA) | Кортни Фрерикс (USA)                                                                                                  | Хивин Джепкемои (KEN)                                                                                                 |
| Эстафета 4×100 метров       | Ямайка · Бриана Уильямс · Элейн Томпсон-Хера · Шелли-Энн Фрейзер-Прайс · Шерика Джексон · Ремона Бёрчелл · Наташа Моррисон           | США · Джавианна Оливер · Теана Дэниелс · Дженна Прандини · Габриэль Томас · Инглиш Гарднер · Алия Хоббс               | Великобритания · Аша Филип · Имани-Лара Лансиквот · Дина Эшер-Смит · Дэрилл Нейта                                     |
| Эстафета 4×400 метров       | США · Сидни Маклафлин · Эллисон Феликс · Далайла Мухаммад · Атинг Му · Кендалл Эллис · Линна Ирби · Уэйдлайн Джонатас · Кейлин Уитни | Польша · Наталья Качмарек · Ига Баумгарт-Витан · Малгожата Холуб-Ковалик · Юстина Свенти-Эрсетиц · Анна Келбасиньская | Ямайка · Рониша Макгрегор · Джанив Расселл · Шерика Джексон · Кэндис Маклауд · Джунелль Бромфилд · Стэйси-Энн Уильямс |
| Марафон                     | Перес Джепчирчир (KEN) | Бриджид Косгей (KEN)                                                                                                  | Молли Сайдл (USA) |
| Ходьба на 20 км             | Антонелла Пальмизано (ITA) | Сандра Аренас (COL)                                                                                                   | Лю Хун (CHN) |
| Прыжки в длину              | Малайка Михамбо (GER) | Бриттни Риз (USA) | Эсе Бруме (NGR) |
| Тройной прыжок              | Юлимар Рохас (VEN) | Патрисия Мамона (POR)                                                                                                 | Ана Пелетейро (ESP)                                                                                                   |
| Прыжки в высоту             | Мария Ласицкене (ROC) | Никола Макдермотт (AUS)                                                                                               | Ярослава Магучих (UKR)                                                                                                |
| Прыжки с шестом             | Кэти Нажотт (USA) | Анжелика Сидорова (ROC)                                                                                               | Холли Брэдшоу (GBR)                                                                                                   |
| Толкание ядра               | Гун Лицзяо (CHN) | Рейвен Сондерс (USA)                                                                                                  | Валери Адамс (NZL) |
| Метание диска               | Валари Оллман (USA) | Кристин Пуденц (GER)                                                                                                  | Яйме Перес (CUB) |
| Метание копья               | Лю Шиин (CHN) | Мария Андрейчик (POL)                                                                                                 | Келси-Ли Барбер (AUS)                                                                                                 |
| Метание молота              | Анита Влодарчик (POL) | Ван Чжэн (CHN) | Мальвина Копрон (POL)                                                                                                 |
| Семиборье                   | Нафиссату Тиам (BEL) | Анук Веттер (NED) | Эмма Остервегел (NED)                                                                                                 |

### Смешанные
| Дисциплина            | Золото | Серебро | Бронза |
| Эстафета 4×400 метров | Польша · Кароль Залевский · Наталья Качмарек · Юстина Свенти-Эрсетиц · Каетан Душиньский · Ига Баумгарт-Витан · Маложата Холуб-Ковалик · Дариуш Ковалюк | Доминиканская Республика · Лидио Андрес Фелис · Марилейди Паулино · Анабель Медина · Алехандер Огандо · Лугелин Сантос | США · Тревор Стюарт · Кендалл Эллис · Кейлин Уитни · Вернон Норвуд · Брайс Дедмон · Элайджа Годвин · Линна Ирби · Тейлор Мэнсон |

## Настольный теннис

### Мужчины
| Дисциплина       | Золото                                    | Серебро                                                    | Бронза                                                   |
| Одиночный разряд | Ма Лун (CHN)                              | Фань Чжэньдун (CHN)                                        | Дмитрий Овчаров (GER)                                    |
| Командный разряд | Китай · Фань Чжэньдун · Ма Лун · Сюй Синь | Германия · Дмитрий Овчаров · Патрик Франциска · Тимо Болль | Япония · Дзюн Мидзутани · Коки Нива · Томокадзу Харимото |

### Женщины
| Дисциплина       | Золото                                    | Серебро                                         | Бронза                                      |
| Одиночный разряд | Чэнь Мэн (CHN)                            | Сунь Инша (CHN)                                 | Мима Ито (JPN)                              |
| Командный разряд | Китай · Чэнь Мэн · Сунь Инша · Ван Маньюй | Япония · Мима Ито · Касуми Исикава · Миу Хирано | Гонконг · Ду Хойкем · Лэй Хочхин · Минни Су |

### Смешанный разряд
| Дисциплина              | Золото                             | Серебро                      | Бронза                            |
| Смешанный парный разряд | Япония · Дзюн Мидзутани · Мима Ито | Китай · Сюй Синь · Лю Шивэнь | Тайвань · Линь Юньжу · Чжэн Ицзин |

## Парусный спорт

### Мужчины
| Дисциплина | Золото                                         | Серебро                                     | Бронза                                               |
| RS:X       | Киран Бадлу (NED)                              | Тома Гойяр (FRA)                            | Би Кунь (CHN)                                        |
| Лазер      | Мэттью Уирн (AUS)                              | Тончи Стипанович (CRO)                      | Херманн Томасгор (NOR)                               |
| Финн       | Джайлз Скотт (GBR)                             | Жомбор Берец (HUN)                          | Хоан Кардона Мендес (ESP)                            |
| 470        | Австралия · Мэтью Белчер · Уилл Райан          | Швеция · Антон Дальберг · Фредрик Бергстрём | Испания · Жорди Шаммар · Николас Родригес Гарсия-Пас |
| 49-й       | Великобритания · Дилан Флетчер · Стюарт Бителл | Новая Зеландия · Питер Берлинг · Блэр Тьюк  | Германия · Эрик Хайль · Томас Плёсель                |

### Женщины
| Дисциплина   | Золото                                         | Серебро                                   | Бронза                                        |
| RS:X         | Лу Юньсю (CHN)                                 | Шарлин Пикон (FRA)                        | Эмма Уилсон (GBR)                             |
| Лазер Радиал | Анне-Мари Риндом (DEN)                         | Юсефин Ульссон (SWE)                      | Марит Бауместер (NED)                         |
| 470          | Великобритания · Ханна Миллс · Эйлид Макинтайр | Польша · Агнешка Скшипулец · Йоланта Огар | Франция · Камиль Лекуантр · Алоиза Реторна    |
| 49-й FX      | Бразилия · Мартине Граэл · Каэна Кунзи         | Германия · Тина Лутц · Зузанн Бойкке      | Нидерланды · Аннемик Беккеринг · Аннетт Дуйтз |

### Смешанный класс
| Дисциплина | Золото                                 | Серебро                                    | Бронза                                      |
| Накра 17   | Италия · Руджеро Тита · Катерина Банти | Великобритания · Джон Гимсон · Анна Бёрнет | Германия · Пауль Кольхофф · Алика Штулеммер |

## Плавание

### Мужчины
| Дисциплина                            | Золото | Серебро | Бронза                                                                                                 |
| 50 метров вольным стилем              | Калеб Дрессел (USA) | Флоран Маноду (FRA)                                                                                        | Бруно Фратус (BRA)                                                                                     |
| 100 метров вольным стилем             | Калеб Дрессел (USA) | Кайл Чалмерс (AUS)                                                                                         | Климент Колесников (ROC)                                                                               |
| 200 метров вольным стилем             | Томас Дин (GBR) | Данкан Скотт (GBR)                                                                                         | Фернандо Шеффер (BRA)                                                                                  |
| 400 метров вольным стилем             | Ахмед Хафнауи (TUN) | Джек Маклафлин (AUS)                                                                                       | Киран Смит (USA)                                                                                       |
| 800 метров вольным стилем             | Роберт Финк (USA) | Грегорио Пальтриньери (ITA)                                                                                | Михаил Романчук (UKR)                                                                                  |
| 1500 метров вольным стилем            | Роберт Финк (USA) | Михаил Романчук (UKR)                                                                                      | Флориан Велльброк (GER)                                                                                |
| 100 метров баттерфляем                | Калеб Дрессел (USA) | Криштоф Милак (HUN)                                                                                        | Ноэ Понти (SUI)                                                                                        |
| 200 метров баттерфляем                | Криштоф Милак (HUN) | Томору Хонда (JPN)                                                                                         | Федерико Бурдиссо (ITA)                                                                                |
| 100 метров на спине                   | Евгений Рылов (ROC) | Климент Колесников (ROC)                                                                                   | Райан Мёрфи (USA)                                                                                      |
| 200 метров на спине                   | Евгений Рылов (ROC) | Райан Мёрфи (USA)                                                                                          | Люк Гринбанк (GBR)                                                                                     |
| 100 метров брассом                    | Адам Пити (GBR) | Арно Камминга (NED)                                                                                        | Николо Мартиненги (ITA)                                                                                |
| 200 метров брассом                    | Зак Стабблети-Кук (AUS)                                                                                                   | Арно Камминга (NED)                                                                                        | Матти Маттссон (FIN)                                                                                   |
| 200 метров комплексным плаванием      | Ван Шунь (CHN) | Данкан Скотт (GBR)                                                                                         | Жереми Депланш (SUI)                                                                                   |
| 400 метров комплексным плаванием      | Чейз Калш (USA) | Джей Литерленд (USA)                                                                                       | Брендон Смит (AUS)                                                                                     |
| Эстафета 4×100 метров вольным стилем  | США · Калеб Дрессел · Блэйк Пирони · Беккер Боуэн · Зак Эппл · Брукс Карри                                                | Италия · Алессандро Миресси · Томас Чеккон · Лоренцо Дзаццери · Мануэль Фриго · Санто Кондорелли           | Австралия · Темпл Мэттью · Зак Инсерти · Александер Грэм · Кайл Чалмерс · Камерон Макэвой              |
| Эстафета 4×200 метров вольным стилем  | Великобритания · Томас Дин · Джеймс Гай · Мэттью Ричардс · Данкан Скотт · Калум Джарвис                                   | ОКР · Мартин Малютин · Иван Гирёв · Евгений Рылов · Михаил Довгалюк · Александр Красных · Михаил Вековищев | Австралия · Александер Грэм · Кайл Чалмерс · Зак Инсерти · Томас Нил · Мак Хортон · Элайджа Уиннингтон |
| Эстафета 4×100 метров комбинированная | США · Райан Мёрфи · Майкл Эндрю · Калеб Дрессел · Зак Эппл · Хантер Армстронг · Блэйк Пирони · Томас Шилдс · Эндрю Уилсон | Великобритания · Люк Гринбанк · Адам Пити · Джеймс Гай · Данкан Скотт · Джеймс Уилби                       | Италия · Томас Чеккон · Николо Мартиненги · Федерико Бурдиссо · Алессандро Миресси                     |
| 10 километров в открытой воде         | Флориан Велльброк (GER)                                                                                                   | Криштоф Рашовски (HUN)                                                                                     | Грегорио Пальтриньери (ITA)                                                                            |

### Женщины
| Дисциплина                            | Золото | Серебро | Бронза |
| 50 метров вольным стилем              | Эмма Маккеон (AUS) | Сара Шёстрём (SWE) | Пернилле Блуме (DEN) |
| 100 метров вольным стилем             | Эмма Маккеон (AUS) | Шивон Хоги (HKG) | Кейт Кэмпбелл (AUS) |
| 200 метров вольным стилем             | Ариарн Титмус (AUS) | Шивон Хоги (HKG) | Пенни Олексяк (CAN) |
| 400 метров вольным стилем             | Ариарн Титмус (AUS) | Кэти Ледеки (USA) | Ли Бинцзе (CHN) |
| 800 метров вольным стилем             | Кэти Ледеки (USA) | Ариарн Титмус (AUS) | Симона Квадарелла (ITA) |
| 1500 метров вольным стилем            | Кэти Ледеки (USA) | Эрика Салливан (USA) | Сара Кёлер (GER) |
| 100 метров баттерфляем                | Маргарет Макнил (CAN) | Чжан Юйфэй (CHN) | Эмма Маккеон (AUS) |
| 200 метров баттерфляем                | Чжан Юйфэй (CHN) | Реган Смит (USA) | Хейли Фликингер (USA) |
| 100 метров на спине                   | Кейли Маккиоун (AUS) | Кайли Масс (CAN) | Реган Смит (USA) |
| 200 метров на спине                   | Кейли Маккиоун (AUS) | Кайли Масс (CAN) | Эмили Сибом (AUS) |
| 100 метров брассом                    | Лидия Джейкоби (USA) | Татьяна Скунмакер (RSA) | Лилли Кинг (USA) |
| 200 метров брассом                    | Татьяна Скунмакер (RSA) | Лилли Кинг (USA) | Энни Лейзор (USA) |
| 200 метров комплексным плаванием      | Юи Охаси (JPN) | Александра Уолш (USA) | Кейт Дуглас (USA) |
| 400 метров комплексным плаванием      | Юи Охаси (JPN) | Эмма Вейант (USA) | Хейли Фликингер (USA) |
| Эстафета 4×100 метров вольным стилем  | Австралия · Бронте Кэмпбелл · Мег Харрис · Эмма Маккеон · Кейт Кэмпбелл · Молли О’Каллаган · Мэдисон Уилсон                   | Канада · Кайла Санчес · Маргарет Макнил · Ребекка Смит · Пенни Олексяк · Тейлор Рак                                           | США · Эрика Браун · Эбби Вейтцейл · Натали Хайндс · Симоне Мануэль · Кэти Де Луф · Эллисон Шмитт · Оливия Смолига                    |
| Эстафета 4×200 метров вольным стилем  | Китай · Ян Цзюньсюань · Тан Мухань · Чжан Юйфэй · Ли Бинцзе · Дун Цзе · Чжан Ифань                                            | США · Эллисон Шмитт · Пейдж Мэдден · Кэтрин Маклафлин · Кэти Ледеки · Арабелла Симс · Брук Форд                               | Австралия · Ариарн Титмус · Эмма Маккеон · Мэдисон Уилсон · Лиа Нил · Молли О’Каллаган · Мег Харрис · Брайанна Тросселл · Тамсин Кук |
| Эстафета 4×100 метров комбинированная | Австралия · Кейли Маккиоун · Челси Ходжес · Эмма Маккеон · Кейт Кэмпбелл · Молли О’Каллаган · Эмили Сибом · Брайанна Тросселл | США · Реган Смит · Лидия Джейкоби · Торри Хаск · Эбби Вейтцейл · Эрика Браун · Клэр Кёрзан · Лилли Кинг · Райан Элизабет Уайт | Канада · Кейли Масс · Сидни Пикрем · Маргарет Макнил · Пенни Олексяк · Тейлор Рак · Кайла Санчес                                     |
| 10 километров в открытой воде         | Анна Марсела Кунья (BRA) | Шарон ван Раувендал (NED) | Карина Ли (AUS) |

### Смешанные
| Дисциплина                            | Золото                                                                                 | Серебро                                                     | Бронза |
| Эстафета 4×100 метров комбинированная | Великобритания · Кэйтлин Доусон · Адам Пити · Джеймс Гай · Анна Хопкин · Фрея Андерсон | Китай · Сюй Цзяюй · Янь Цзыбэй · Чжан Юйфэй · Ян Цзюньсюань | Австралия · Кейли Маккиоун · Зак Стабблети-Кук · Темпл Мэттью · Эмма Маккеон · Бронте Кэмпбелл · Айзек Купер · Брайанна Тросселл |

## Прыжки в воду

### Мужчины
| Дисциплина                   | Золото                                 | Серебро                               | Бронза                                    |
| Трамплин, 3 метра            | Се Сыи (CHN)                           | Ван Цзунъюань (CHN)                   | Джек Ло (GBR)                             |
| Синхронный трамплин, 3 метра | Китай · Ван Цзунъюань · Се Сыи         | США · Эндрю Капобьянко · Майкл Хиксон | Германия · Патрик Хаусдинг · Ларс Рюдигер |
| Вышка, 10 метров             | Цао Юань (CHN)                         | Ян Цзянь (CHN)                        | Том Дейли (GBR)                           |
| Синхронная вышка, 10 метров  | Великобритания · Том Дейли · Мэттью Ли | Китай · Цао Юань · Чэнь Айсэнь        | ОКР · Александр Бондарь · Виктор Минибаев |

### Женщины
| Дисциплина                   | Золото                         | Серебро                                          | Бронза                                        |
| Трамплин, 3 метра            | Ши Тинмао (CHN)                | Ван Хань (CHN)                                   | Криста Палмер (USA)                           |
| Синхронный трамплин, 3 метра | Китай · Ши Тинмао · Ван Хань   | Канада · Дженнифер Абель · Мелисса Ситрини-Больё | Германия · Лена Хентшель · Тина Пунцель       |
| Вышка, 10 метров             | Цюань Хунчань (CHN)            | Чэнь Юйси (CHN)                                  | Мелисса Ву (AUS)                              |
| Синхронная вышка, 10 метров  | Китай · Чэнь Юйси · Чжан Цзяци | США · Джессика Парратто · Дилейни Шнелл          | Мексика · Габриэла Агундес · Алехандра Ороско |

## Прыжки на батуте
| Дисциплина | Золото                | Серебро         | Бронза             |
| Мужчины    | Иван Литвинович (BLR) | Дун Дун (CHN)   | Дилан Шмидт (NZL)  |
| Женщины    | Чжу Сюэин (CHN)       | Лю Линлин (CHN) | Бриони Пейдж (GBR) |

## Регби-7
| Дисциплина | Золото | Серебро | Бронза |
| Мужчины    | Фиджи Джошуа Вакурунабили · Иосефо Масикау · Калионе Насоко · Джута Вайниколо · Асаэль Туйвуака · Мели Дереналаджи · Вилимони Ботиту · Ваисеа Накуку · Джерри Туваи · Семи Радрадра · Аминиаси Туймаба · Наполиони Болака · Сирели Макала | Новая Зеландия Скотт Карри · Тим Миккельсон · Тонэ Нг Сиу · Этене Нанаи-Сетуро · Дилан Кольер · Нгарохи Макгарви-Блэк · Аманаки Николе · Эндрю Кнюстабб · Реган Уэйр · Курт Бейкер · Джо Уэббер · Сионе Молиа · Уильям Уорбрик | Аргентина Родриго Исгро · Лусио Синти · Херман Шульц · Игнасио Менди · Родриго Этчарт · Сантьяго Альварес · Лаутаро Басан Велес · Гастон Револь · Матиас Осадчук · Сантьяго Маре · Гонзалес, Луисиано · Маркос Монета · Филипе дель Местре |
| Женщины    | Новая Зеландия Руби Туи · Сара Хирини · Микаэла Блайд · Тайла Натан-Вонг · Гейл Бротон · Тереза Фицпатрик · Портия Вудман · Ризи Поури-Лэйн · Стейси Флюлер · Ширай Кака · Келли Брэйзер · Алена Саили · Теника Уиллисон                  | Франция Серафина Окемба · Анн-Сесиль Чофани · Хлоэ Пелле · Хлоэ Жаке · Жад Улутуль · Фанни Орта · Корали Бертран · Камиль Грассино · Карла Нейзен · Каролин Друан · Шеннон Изар · Лина Герен                                   | Фиджи Васити Соликовити · Сесениели Дону · Райджели Давеува · Русила Нагасау · Ана Рокика · Реапи Улунисау · Лавена Кавуру · Лайсана Ликуцева · Виниана Ривай · Аловези Накочи · Ана Наймаси · Роэла Радиниявуни · Лавения Тинай           |

## Сёрфинг
| Дисциплина | Золото               | Серебро                | Бронза              |
| Мужчины    | Итало Феррейра (BRA) | Каноа Игараси (JPN)    | Оуэн Райт (AUS)     |
| Женщины    | Карисса Мур (USA)    | Бьянка Бейтендах (RSA) | Амуро Цудзуки (JPN) |

## Синхронное плавание
| Дисциплина | Золото | Серебро                                                                                                   | Бронза |
| Дуэты      | ОКР · Светлана Колесниченко · Светлана Ромашина | Китай · Хуан Сюэчэнь · Сунь Вэньянь                                                                       | Украина · Марта Федина · Анастасия Савчук |
| Группы     | ОКР · Влада Чигирёва · Марина Голядкина · Светлана Колесниченко · Полина Комар · Александра Пацкевич · Светлана Ромашина · Алла Шишкина · Мария Шурочкина | Китай · Фэн Юй · Го Ли · Хуан Сюэчэнь · Лян Синьпин · Сунь Вэньянь · Ван Цяньи · Сяо Яньнин · Инь Чэнсинь | Украина · Владислава Алексиева · Марина Алексиева · Марта Федина · Екатерина Резник · Анастасия Савчук · Ксения Сидоренко · Алина Шинкаренко · Елизавета Яхно |

## Скейтбординг

### Мужчины
| Дисциплина | Золото             | Серебро             | Бронза             |
| Парк       | Киган Палмер (AUS) | Педро Баррос (BRA)  | Кори Джуно (USA)   |
| Улица      | Юто Хоригомэ (JPN) | Келвин Хофлер (BRA) | Джаггер Итон (USA) |

### Женщины
| Дисциплина | Золото                | Серебро             | Бронза             |
| Парк       | Сакура Ёсодзуми (JPN) | Кокона Хираки (JPN) | Скай Браун (GBR)   |
| Улица      | Момидзи Нисия (JPN)   | Раиса Леал (BRA)    | Фуна Накаяма (JPN) |

## Современное пятиборье
| Дисциплина | Золото           | Серебро                  | Бронза               |
| Мужчины    | Джои Чунг (GBR)  | Ахмед эль-Дженди (EGY)   | Чон Ун Тхэ (KOR)     |
| Женщины    | Кейт Френч (GBR) | Лаура Асадаускайте (LTU) | Шарольта Ковач (HUN) |

## Софтбол
| Дисциплина | Золото | Серебро | Бронза |
| Женщины    | Япония Юкиё Минэ · Саки Ямадзаки · Юка Итигути · Ю Ямамото · Нодока Харада · Саяка Мори · Хитоми Кавабата · Эри Ямада · Мана Ацуми · Минори Наито · Ямато Фудзита · Юкико Уэно · Наю Киёхара · Харука Агацума · Миу Гото | США Обри Манро · Али Агилар · Элли Карда · Аманда Чидестер · Келси Стюарт · Хейли Макклени · Джейни Рид · Моника Эбботт · Мичелл Молтри · Валери Ариото · Рейчел Гарсия · Дежа Малипола · Кэт Остерман · Бубба Никлз · Делейни Сполдинг | Канада Келси Харшман · Натали Уайдман · Эрика Полидори · Джоуи Лай · Дженн Саллинг · Виктория Хейворд · Джанет Люн · Даниэль Лори · Сара Груневеген · Эмма Энцмингер · Дженнифер Гилберт · Ларисса Франклин · Дженна Кайра · Лорен Регула · Кейли Рафтер |

## Спортивная гимнастика

### Мужчины
| Дисциплина           | Золото                                                                   | Серебро                                                                    | Бронза                                                       |
| Личное многоборье    | Дайки Хасимото (JPN)                                                     | Сяо Жотэн (CHN)                                                            | Никита Нагорный (ROC)                                        |
| Командное многоборье | ОКР · Денис Аблязин · Давид Белявский · Артур Далалоян · Никита Нагорный | Япония · Дайки Хасимото · Кадзума Кая · Такэру Китадзоно · Ватару Танигава | Китай · Линь Чаопань · Сунь Вэй · Сяо Жотэн · Цзоу Цзинъюань |
| Опорный прыжок       | Син Джэ Хван (KOR)                                                       | Денис Аблязин (ROC)                                                        | Артур Давтян (ARM)                                           |
| Вольные упражнения   | Артём Долгопят (ISR)                                                     | Райдерлей Сапата (ESP)                                                     | Сяо Жотэн (CHN)                                              |
| Конь                 | Макс Уитлок (GBR)                                                        | Ли Чжигай (TPE)                                                            | Кадзума Кая (JPN)                                            |
| Кольца               | Лю Ян (CHN)                                                              | Ю Хао (CHN)                                                                | Элефтериос Петруниас (GRE)                                   |
| Параллельные брусья  | Цзоу Цзинъюань (CHN)                                                     | Лукас Даузер (GER)                                                         | Фархат Арыджан (TUR)                                         |
| Перекладина          | Дайки Хасимото (JPN)                                                     | Тин Србич (CRO)                                                            | Никита Нагорный (ROC)                                        |

### Женщины
| Дисциплина           | Золото                                                                               | Серебро                                                          | Бронза                                                                                 |
| Личное многоборье    | Суниса Ли (USA)                                                                      | Ребека Андраде (BRA)                                             | Ангелина Мельникова (ROC)                                                              |
| Командное многоборье | ОКР · Лилия Ахаимова · Виктория Листунова · Ангелина Мельникова · Владислава Уразова | США · Симона Байлз · Джордан Чайлз · Суниса Ли · Грейс Маккаллум | Великобритания · Дженнифер Гадирова · Джессика Гадирова · Элис Кинселла · Амели Морган |
| Опорный прыжок       | Ребека Андраде (BRA)                                                                 | Микейла Скиннер (USA)                                            | Ё Со Джон (KOR)                                                                        |
| Вольные упражнения   | Джейд Кэри (USA)                                                                     | Ванесса Феррари (ITA)                                            | Маи Мураками (JPN)                                                                     |
| Вольные упражнения   | Джейд Кэри (USA)                                                                     | Ванесса Феррари (ITA)                                            | Ангелина Мельникова (ROC)                                                              |
| Разновысокие брусья  | Нина Дервал (BEL)                                                                    | Анастасия Ильянкова (ROC)                                        | Суниса Ли (USA)                                                                        |
| Бревно               | Гуань Чэньчэнь (CHN)                                                                 | Тан Сицзин (CHN)                                                 | Симона Байлз (USA)                                                                     |

## Спортивное скалолазание
| Дисциплина | Золото                     | Серебро                 | Бронза            |
| Мужчины    | Альберто Хинес Лопес (ESP) | Натаниэль Коулман (USA) | Якоб Шуберт (AUT) |
| Женщины    | Янья Гарнбрет (SLO)        | Михо Нонака (JPN)       | Акиё Ногути (JPN) |

## Стрельба

### Мужчины
| Дисциплина                            | Золото               | Серебро                 | Бронза                    |
| Пневматическая винтовка, 10 метров    | Уильям Шанер (USA)   | Шэн Лихао (CHN)         | Ян Хаожань (CHN)          |
| Винтовка из трёх положений, 50 метров | Чжан Чанхун (CHN)    | Сергей Каменский (ROC)  | Миленко Себич (SRB)       |
| Пневматический пистолет, 10 метров    | Джавад Форуги (IRI)  | Дамир Микец (SRB)       | Пан Вэй (CHN)             |
| Скорострельный пистолет, 25 метров    | Жан Кикампуа (FRA)   | Леурис Пупо (CUB)       | Ли Юэхун (CHN)            |
| Трап                                  | Иржи Липтак (CZE)    | Давид Костелецкий (CZE) | Мэттью Кауард-Холли (GBR) |
| Скит                                  | Винсент Хэнкок (USA) | Йеспер Хансен (DEN)     | Абдулла Аль-Рашиди (KUW)  |

### Женщины
| Дисциплина                            | Золото                     | Серебро                     | Бронза                   |
| Пневматическая винтовка, 10 метров    | Ян Цянь (CHN)              | Анастасия Галашина (ROC)    | Нина Кристен (SUI)       |
| Винтовка из трёх положений, 50 метров | Нина Кристен (SUI)         | Юлия Зыкова (ROC)           | Юлия Каримова (ROC)      |
| Пневматический пистолет, 10 метров    | Виталина Бацарашкина (ROC) | Антоанета Костадинова (BUL) | Цзян Жаньсинь (CHN)      |
| Пистолет, 25 метров                   | Виталина Бацарашкина (ROC) | Кин Минджон (KOR)           | Сяо Цзяжуйсюань (CHN)    |
| Трап                                  | Зузана Штефечкова (SVK)    | Кейл Браунинг (USA)         | Алессандра Перилли (SMR) |
| Скит                                  | Эмбер Инглиш (USA)         | Диана Бакози (ITA)          | Вэй Мэн (CHN)            |

### Смешанные
| Дисциплина                         | Золото                                        | Серебро                                            | Бронза                                     |
| Пневматическая винтовка, 10 метров | Китай · Ян Цянь · Ян Хаожань                  | США · Мэри Такер · Лукас Козински                  | ОКР · Юлия Каримова · Сергей Каменский     |
| Пневматический пистолет, 10 метров | Китай · Цзян Жаньсинь · Пан Вэй               | ОКР · Виталина Бацарашкина · Артём Черноусов       | Украина · Елена Костевич · Олег Омельчук   |
| Трап                               | Испания · Фатима Гальвес · Альберто Фернандес | Сан-Марино · Алессандра Перилли · Джан Марко Берти | США · Мэделинн Энн Бернау · Брайан Берроуз |

## Стрельба из лука

### Мужчины
| Дисциплина                | Золото                                                   | Серебро                                           | Бронза                                                |
| Индивидуальное первенство | Мете Газоз (TUR)                                         | Мауро Несполи (ITA)                               | Такахару Фурукава (JPN)                               |
| Командное первенство      | Республика Корея · Ким Дже Док · Ким У Джин · О Джин Хёк | Тайвань · Дэн Юйчэн · Тан Чжицзюнь · Вэй Цзюньхан | Япония · Тахакуру Фурукава · Юки Кавата · Хироки Муто |

### Женщины
| Дисциплина                | Золото                                             | Серебро                                                 | Бронза                                                |
| Индивидуальное первенство | Ан Сан (KOR)                                       | Елена Осипова (ROC)                                     | Лучилла Боари (ITA)                                   |
| Командное первенство      | Республика Корея · Ан Сан · Чан Минхи · Кан Чхэ Ён | ОКР · Светлана Гомбоева · Елена Осипова · Ксения Перова | Германия · Мишель Кроппен · Шарлин Шварц · Лиза Унрух |

### Смешанные
| Дисциплина           | Золото                                  | Серебро                                      | Бронза                                       |
| Командное первенство | Республика Корея · Ан Сан · Ким Дже Док | Нидерланды · Габриэла Схлуссер · Стив Вейлер | Мексика · Алехандра Валенсия · Луис Альварес |

## Теннис
| Дисциплина               | Золото                                         | Серебро                                       | Бронза                                        |
| Мужской одиночный разряд | Александр Зверев (GER)                         | Карен Хачанов (ROC)                           | Пабло Карреньо Буста (ESP)                    |
| Мужской парный разряд    | Хорватия · Никола Мектич · Мате Павич          | Хорватия · Марин Чилич · Иван Додиг           | Новая Зеландия · Маркус Даниэлл · Майкл Винус |
| Женский одиночный разряд | Белинда Бенчич (SUI)                           | Маркета Вондроушова (CZE)                     | Элина Свитолина (UKR)                         |
| Женский парный разряд    | Чехия · Барбора Крейчикова · Катерина Синякова | Швейцария · Белинда Бенчич · Виктория Голубич | Бразилия · Лаура Пигосси · Луиза Стефани      |
| Смешанный парный разряд  | ОКР · Анастасия Павлюченкова · Андрей Рублёв   | ОКР · Елена Веснина · Аслан Карацев           | Австралия · Эшли Барти · Джон Пирс            |

## Триатлон
| Дисциплина         | Золото                                                                                  | Серебро                                                            | Бронза                                                                 |
| Мужчины            | Кристиан Блумменфельт (NOR)                                                             | Алекс Йи (GBR)                                                     | Хейден Уайлд (NZL)                                                     |
| Женщины            | Флора Даффи (BER)                                                                       | Джорджия Тейлор-Браун (GBR)                                        | Кэти Заферес (USA)                                                     |
| Смешанная эстафета | Великобритания · Джессика Лермонт · Джонатан Браунли · Джорджия Тейлор-Браун · Алекс Йи | США · Кэти Заферес · Кевин Макдауэлл · Тейлор Нибб · Морган Пирсон | Франция · Леони Перьо · Дориан Коненкс · Кассандра Богран · Венсан Луи |

## Тхэквондо

### Мужчины
| Дисциплина  | Золото                 | Серебро                      | Бронза                 |
| До 58 кг    | Вито Дель-Аквила (ITA) | Мохамед Халиль Жендуби (TUN) | Чан Джун (KOR)         |
| До 58 кг    | Вито Дель-Аквила (ITA) | Мохамед Халиль Жендуби (TUN) | Михаил Артамонов (ROC) |
| До 68 кг    | Улугбек Рашитов (UZB)  | Брэдли Синден (GBR)          | Чжао Шуай (CHN)        |
| До 68 кг    | Улугбек Рашитов (UZB)  | Брэдли Синден (GBR)          | Хакан Речбер (TUR)     |
| До 80 кг    | Максим Храмцов (ROC)   | Салех аш-Шарабати (JOR)      | Тони Канаэт (CRO)      |
| До 80 кг    | Максим Храмцов (ROC)   | Салех аш-Шарабати (JOR)      | Сеиф Иса (EGY)         |
| Свыше 80 кг | Владислав Ларин (ROC)  | Деян Георгиевский (MKD)      | Рафаэль Альба (CUB)    |
| Свыше 80 кг | Владислав Ларин (ROC)  | Деян Георгиевский (MKD)      | Ин Гё Дон (KOR)        |

### Женщины
| Дисциплина  | Золото                       | Серебро              | Бронза                     |
| До 49 кг    | Панипак Вонгпаттанакит (THA) | Адриана Сересо (ESP) | Авишаг Семберг (ISR)       |
| До 49 кг    | Панипак Вонгпаттанакит (THA) | Адриана Сересо (ESP) | Тияна Богданович (SRB)     |
| До 57 кг    | Анастасия Золотич (USA)      | Татьяна Минина (ROC) | Ло Цзялин (TPE)            |
| До 57 кг    | Анастасия Золотич (USA)      | Татьяна Минина (ROC) | Хатидже Кюбра Ильгюн (TUR) |
| До 67 кг    | Матеа Елич (CRO)             | Лорен Уильямс (GBR)  | Рут Гбагби (CIV)           |
| До 67 кг    | Матеа Елич (CRO)             | Лорен Уильямс (GBR)  | Хедая Малак (EGY)          |
| Свыше 67 кг | Милица Мандич (SRB)          | Ли Да Бин (KOR)      | Альтея Лорен (FRA)         |
| Свыше 67 кг | Милица Мандич (SRB)          | Ли Да Бин (KOR)      | Бьянка Уокден (GBR)        |

## Тяжёлая атлетика

### Мужчины
| Дисциплина   | Золото               | Серебро                         | Бронза                     |
| До 61 кг     | Ли Фабинь (CHN)      | Эко Юли Ираван (INA)            | Игорь Сон (KAZ)            |
| До 67 кг     | Чэнь Лицзюнь (CHN)   | Луис Хавьер Москера (COL)       | Мирко Дзанни (ITA)         |
| До 73 кг     | Ши Чжиюн (CHN)       | Хулио Рубен Майора Перния (VEN) | Рахмат Эрвин Абдулла (INA) |
| До 81 кг     | Люй Сяоцзюнь (CHN)   | Сакариас Боннат (DOM)           | Антонио Пиццолато (ITA)    |
| До 96 кг     | Фарис Ибрахим (QAT)  | Кейдомар Вальенилья (VEN)       | Антон Плесной (GEO)        |
| До 109 кг    | Акбар Джураев (UZB)  | Симон Мартиросян (ARM)          | Артурс Плесниекс (LAT)     |
| Свыше 109 кг | Лаша Талахадзе (GEO) | Али Давуди (IRI)                | Ман Асаад (SYR)            |

### Женщины
| Дисциплина  | Золото              | Серебро                    | Бронза                     |
| До 49 кг    | Хоу Чжихуэй (CHN)   | Саикхом Мирабаи Чану (IND) | Винди Чантика Айса (INA)   |
| До 55 кг    | Хидилин Диас (PHI)  | Ляо Цююнь (CHN)            | Зульфия Чиншанло (KAZ)     |
| До 59 кг    | Го Синчжунь (TPE)   | Полина Гурьева (TKM)       | Микико Андо (JPN)          |
| До 64 кг    | Мод Шаррон (CAN)    | Джорджия Бординьон (ITA)   | Чэнь Вэньхуэй (TPE)        |
| До 76 кг    | Нейси Дахомес (ECU) | Кэтрин Най (USA)           | Ареми Фуэнтес Савала (MEX) |
| До 87 кг    | Ван Чжоуюй (CHN)    | Тамара Саласар (ECU)       | Крисмери Сантана (DOM)     |
| Свыше 87 кг | Ли Вэньвэнь (CHN)   | Эмили Кэмпбелл (GBR)       | Сара Роблес (USA)          |

## Фехтование

### Мужчины
| Дисциплина       | Золото                                                                  | Серебро                                                                      | Бронза                                                                 |
| Шпага            | Ромен Каннон (FRA)                                                      | Гергей Шиклоши (HUN)                                                         | Игорь Рейзлин (UKR)                                                    |
| Командная шпага  | Япония · Коки Кано · Кадзуясу Минобэ · Сатору Уяма · Масару Ямада       | ОКР · Сергей Бида · Николай Глазков · Павел Сухов · Сергей Ходос             | Республика Корея · Квон Ён Джун · Ма Се Гон · Пак Сан Ён · Сон Джэ Хо  |
| Рапира           | Эдгар Чён (HKG)                                                         | Даниэле Гароццо (ITA)                                                        | Александр Шупенич (CZE)                                                |
| Командная рапира | Франция · Эрванн ле Пешу · Энцо Лефор · Жюльен Мертин · Максим Поти     | ОКР · Антон Бородачёв · Кирилл Бородачёв · Владислав Мыльников · Тимур Сафин | США · Александр Массиалас · Ник Иткин · Герек Мейнхардт · Рейс Имбоден |
| Сабля            | Арон Силадьи (HUN)                                                      | Луиджи Самеле (ITA)                                                          | Ким Джон Хван (KOR)                                                    |
| Командная сабля  | Республика Корея · О Сан Ук · Ким Джун Хо · Ким Джон Хван · Ку Бон Гиль | Италия · Лука Куратоли · Луджи Самеле · Энрико Берре · Альдо Монтано         | Венгрия · Арон Силадьи · Андраш Сатмари · Тамаш Дечи · Чанад Гемеши    |

### Женщины
| Дисциплина       | Золото                                                                                 | Серебро                                                                 | Бронза                                                                          |
| Шпага            | Сунь Ивэнь (CHN)                                                                       | Ана Мария Попеску (ROU)                                                 | Катрина Лехис (EST)                                                             |
| Командная шпага  | Эстония · Юлия Беляева · Катрина Лехис · Эрика Кирпу · Ирина Эмбрих                    | Республика Корея · Чхве Ин Джон · Ли Хе Ин · Кан Ён Ми · Сон Се Ра      | Италия · Федерика Изола · Росселла Фьяминго · Мара Наваррия · Альберта Сантуччо |
| Рапира           | Ли Кифер (USA)                                                                         | Инна Дериглазова (ROC)                                                  | Лариса Коробейникова (ROC)                                                      |
| Командная рапира | ОКР · Инна Дериглазова · Лариса Коробейникова · Марта Мартьянова · Аделина Загидуллина | Франция · Анита Блаз · Астрид Гюйар · Полин Ранвье · Изаора Тибюс       | Италия · Мартина Батини · Эрика Чипресса · Арианна Эрриго · Аличе Вольпи        |
| Сабля            | София Позднякова (ROC)                                                                 | Софья Великая (ROC)                                                     | Манон Брюне (FRA)                                                               |
| Командная сабля  | ОКР · Софья Великая · София Позднякова · Ольга Никитина                                | Франция · Сара Бальзер · Сесилия Бердер · Манон Брюне · Шарлотта Лембах | Республика Корея · Ким Джи Ён · Юн Джи Су · Со Джи Ён · Чхве Су Ён              |

## Футбол
| Дисциплина | Золото | Серебро | Бронза |
| Мужчины    | Бразилия Адербар дос Сантос · Габриэл Менино · Диего Карлос · Рикардо · Дуглас Луис · Гильерме Арана · Паулиньо · Бруно Гимарайнс · Матеус Кунья · Ришарлисон · Антони · Брено · Дани Алвес · Бруно Фукс · Нино · Абнер · Малком · Матеус Энрике · Рейниер · Клаудиньо · Габриэл Мартинелли · Лукан                                                              | Испания Унаи Симон · Оскар Мингеса · Марк Кукурелья · Пау Торрес · Хесус Вальехо · Мартин Субименди · Марко Асенсио · Микель Мерино · Рафаэль Мир · Дани Себальос · Микель Оярсабаль · Эрик Гарсия · Альваро Фернандес · Карлос Солер · Хон Монкайола · Педри · Хави Пуадо · Оскар Хиль · Дани Ольмо · Хуан Миранда · Брайан Хиль · Иван Вильяр                                           | Мексика Луис Малагон · Хорхе Санчес · Сесар Монтес · Хесус Ангуло · Хоан Васкес · Владимир Лоронья · Луис Ромо · Карлос Родригес · Энри Мартин · Диего Лаинес · Алексис Вега · Адриан Мора · Гильермо Очоа · Эрик Агирре · Уриэль Антуна · Хосе Эскивель · Себастьян Кордова · Эдуардо Агирре · Рикардо Ангуло · Фернандо Бельтран · Роберто Альварадо · Себастьян Хурадо |
| Женщины    | Канада Стефани Лаббе · Аллиша Чепмен · Кадейша Бьюкенен · Шелина Задорски · Ребекка Куинн · Диэнн Роуз · Джулия Гроссо · Джейд Ривьер · Адриана Леон · Эшли Лоуренс · Дезире Скотт · Кристин Синклер · Эвелин Вьенс · Ванесса Жиль · Нишелль Принс · Джанин Бекки · Джесси Флеминг · Кайлин Шеридан · Жордин Уитема · Софи Шмидт · Габриель Карль · Эрин Маклеод | Швеция Хедвиг Линдаль · Юнна Андерссон · Эмма Кулльберг · Ханна Глас · Ханна Беннисон · Магдалена Эрикссон · Мадлен Яноги · Лина Хуртиг · Косоваре Аслани · София Якобссон · Стина Блакстениус · Дженнифер Фальк · Аманда Илестедт · Натали Бьёрн · Оливия Скуг · Филиппа Ангельдаль · Каролин Сегер · Фридолина Рольфё · Анна Анвегорд · Юлия Роддар · Ребека Блумквист · Зечира Мушович | США Алисса Нихер · Кристал Данн · Сэм Мьюис · Бекки Сауэрбранн · Келли О’Хара · Кристи Мьюис · Тобин Хит · Джули Эртц · Линдсей Хоран · Карли Ллойд · Кристен Пресс · Тирна Дэвидсон · Алекс Морган · Эмили Соннетт · Меган Рапино · Роуз Лавелль · Эбби Далькемпер · Адрианна Фрэнч · Катарина Масарио · Кейси Крюгер · Линн Уильямс · Джейн Кэмпбелл                    |

## Хоккей на траве
| Дисциплина | Золото | Серебро | Бронза |
| Мужчины    | БельгияГотье Боккар · Том Бун · Томас Брилс · Седрик Шарлье · Феликс Денайер · Николя де Керпел · Артур де Словер · Себастьян Докье · Джон-Джон Домен · Симон Гуньяр · Александер Хендрикс · Антуан Кина · Лоик Лепарт · Огюстен Мёрман · Виктор Венье · Венсан Ванаш · Флоран ван Обель · Артур ван Дорен | АвстралияДэниел Бил · Джошуа Белтц · Тим Брэнд · Эндрю Чартер · Том Крейг · Мэтт Доусон · Блейк Гоуверс · Джереми Хэйуорд · Тим Ховард · Дилан Мартин · Трент Миттон · Эдди Окенден · Флинн Огилви · Лаклан Шарп · Джошуа Симмондс · Джейкоб Уэттон · Том Уикхэм · Аран Залевски                                                                              | ИндияДилприт Сингх · Рупиндер Пал Сингх · Сурендер Кумар · Манприт Сингх · Хардик Сингх · Гурджант Сингх · Симранджит Сингх · Мандип Сингх · Харманпрет Сингх · Лалит Упадхяй · Паратту Равиндран Сриджеш · Сумит · Нилаканта Шарма · Шамшер Сингх · Варун Кумар · Бирендра Лакра · Амит Рохидас · Вивек Прасад |
| Женщины    | Нидерланды Санне Колен · Малоу Фенинкс · Лаурин Лёринк · Ксан де Вард · Марлус Кетелс · Фелис Алберс · Мария Версхор · Лидевей Велтен · Кайя ван Масаккер · Фредерик Матла · Пин Сандерс · Лаура Нюннинк · Лорен Стам · Йозине Конинг · Маргот ван Геффен · Эва де Гуде                                    | Аргентина Белен Дзукки · София Токкалино · Агустина Горселани · Валентина Рапосо · Агостина Алонсо · Агустина Альбертарио · Мария Гранатто · Дельфина Мерино · Росио Санчес Мочча · Виктория Саусе · Виктория Гранатто · Эухения Тринчинетти · Микаэла Ретеги · Ноэль Баррьонуэво · Хульета Ханкунас · Валентина Коста Бьонди · Мили Форчерио · София Маккари | Великобритания Мэдди Хинч · Лора Ансворт · Анна Томан · Ханна Мартин · Сара Джонс · Сюзанна Таунсенд · Сара Робертсон · Элли Райер · Изабель Петтер · Лиа Уилкинсон · Жизель Энсли · Холли Пирн-Уэбб · Фиона Краклс · Шона Макколлин · Лили Аусли · Грейс Бэлсдон                                               |

## Художественная гимнастика
| Дисциплина           | Золото                                                                                           | Серебро                                                                                               | Бронза                                                                                                  |
| Личное многоборье    | Линой Ашрам (ISR)                                                                                | Дина Аверина (ROC)                                                                                    | Алина Горносько (BLR)                                                                                   |
| Групповое многоборье | Болгария · Симона Дянкова · Стефани Кирякова · Мадлен Радуканова · Лаура Трайтс · Эрика Зафирова | ОКР · Анастасия Близнюк · Анастасия Максимова · Анастасия Татарева · Алиса Тищенко · Ангелина Шкатова | Италия · Мартина Чентофанти · Аньезе Дуранти · Алессия Маурелли · Даниела Могуреан · Мартина Сантандреа |

## Лидеры по медалям
Ниже в таблице представлены спортсмены, выигрывавшие не менее трёх наград. По умолчанию таблица отсортирована по убыванию количества золотых медалей. Для сортировки по другому признаку необходимо нажать рядом с названием столбца. Наибольшее число наград каждого достоинства выделено жирным шрифтом.
| Спортсмен            | Страна           | Дисциплина                  | Золото | Серебро | Бронза | Всего |
| -------------------- | ---------------- | --------------------------- | ------ | ------- | ------ | ----- |
| Калеб Дрессел        | США              | Плавание                    | 5      | 0       | 0      | 5     |
| Эмма Маккеон         | Австралия        | Плавание                    | 4      | 0       | 3      | 7     |
| Кейли Маккиоун       | Австралия        | Плавание                    | 3      | 0       | 1      | 4     |
| Ан Сан               | Республика Корея | Стрельба из лука            | 3      | 0       | 0      | 3     |
| Лиза Кэррингтон      | Новая Зеландия   | Гребля на байдарках и каноэ | 3      | 0       | 0      | 3     |
| Элейн Томпсон-Хера   | Ямайка           | Лёгкая атлетика             | 3      | 0       | 0      | 3     |
| Кэти Ледеки          | США              | Плавание                    | 2      | 2       | 0      | 4     |
| Чжан Юйфэй           | Китай            | Плавание                    | 2      | 2       | 0      | 4     |
| Ариарн Титмус        | Австралия        | Плавание                    | 2      | 1       | 1      | 4     |
| Виталина Бацарашкина | ОКР              | Стрельба                    | 2      | 1       | 0      | 3     |
| Джеймс Гай           | Великобритания   | Плавание                    | 2      | 1       | 0      | 3     |
| Дайки Хасимото       | Япония           | Спортивная гимнастика       | 2      | 1       | 0      | 3     |
| Адам Пити            | Великобритания   | Плавание                    | 2      | 1       | 0      | 3     |
| Евгений Рылов        | ОКР              | Плавание                    | 2      | 1       | 0      | 3     |
| Кейт Кэмпбелл        | Австралия        | Плавание                    | 2      | 0       | 1      | 3     |
| Сифан Хассан         | Нидерланды       | Лёгкая атлетика             | 2      | 0       | 1      | 3     |
| Харри Лаврейсен      | Нидерланды       | Велоспорт                   | 2      | 0       | 1      | 3     |
| Молли О’Каллаган     | Австралия        | Плавание                    | 2      | 0       | 1      | 3     |

### Комментарии
1. ↑  Во время соревнований стало известно, что у спортсменки получена положительная допинг-проба, которую она сдала 7 июля 2021 года, когда бразильская сборная тренировалась в Сакуареме[39]. На момент окончания Игр спортсменка не дисквалифицирована, поэтому она числится во всех протоколах как призёр соревнований.